# Az Egyesült Királyság történelme
Az Egyesült Királyság, mint Anglia és Skócia uniójának történelme 1707-ben kezdődött. Nagy-Britannia egyesített monarchiájának hannoveri származású királyai ellen az elűzött Stuart-ház katolikus tagjai több ízben is felkelést szerveztek, de a Hannoveri-dinasztiának a 18. század közepére sikerült stabilizálnia hatalmát. Az 1763-ban lezárult hétéves háborúban az Egyesült Királyság legyőzte nagy riválisát, Franciaországot és megnyílt előtte a lehetőség, hogy kiépítse a világtörténelem legnagyobb gyarmatbirodalmát. Észak-amerikai gyarmatainak egy része, az Egyesült Államok 1783-ban kivívta függetlenségét.
A 19. század elejére Nagy-Britannia gazdasága és flottája révén katonai szempontból a világ vezető hatalmává vált. Élen járt az ipari forradalomban, Viktória királynő uralkodása (az ún. viktoriánus kor) idején pedig elérte kulturális és gazdasági befolyásának csúcsát. Dominanciáját az első világháború törte meg, amelyben a győztes hatalmak között volt ugyan, de jelentősen eladósodott a feltörekvő Egyesült Államoknak, utána pedig gazdasági stagnálás sújtotta. Az 1920-as években Írország kivált az Egyesült Királyságból, de Észak-Írország az unió része maradt.
A második világháborúban az Egyesült Államok és a Szovjetunió szövetségeseként legyőzte a náci Németországot, de a rendkívül költséges háború után kénytelen volt békés úton függetlenséget adni legfontosabb gyarmatainak (Indiának, Malajziának stb.) Az újonnan létrejövő államok többsége csatlakozott a Brit Nemzetközösséghez. A hidegháború idejére – bár továbbra is jelentős gazdasági és kulturális központ maradt – elvesztette korábbi nagyhatalmi státuszát. Az Egyesült Királyság alapító tagja volt az ENSZ-nek és az NATO-nak.

## Az unió létrejötte

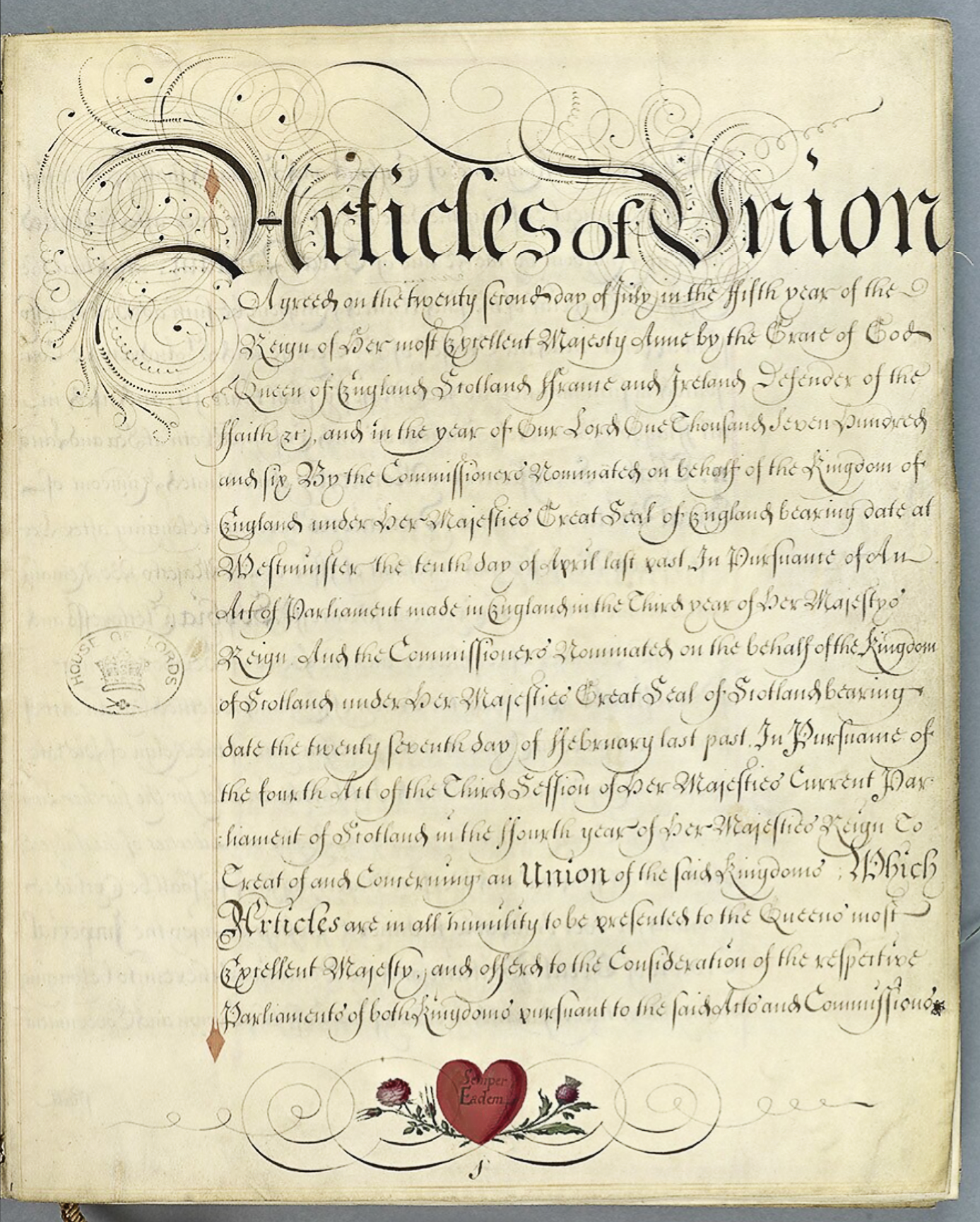
Az Anglia és Skócia egyesülését kimondó törvény

Az Egyesült Királyság elődje, Nagy-Britannia Királysága 1707. május 1-én jött létre Anglia (amelyhez hozzátartozott Wales is) és Skócia politikai uniójával. Az unió feltételeit az előző évi tárgyalások során tisztázták és az egyesülési szerződésben foglaltak alapján a két ország parlamentjei ratifikálták az Egyesülési törvényeket. Anglia és Skócia ekkor már több mint egy évszázada, 1603 óta perszonálunióban volt egymással, amikor is a gyermektelen I. Erzsébet halála után a skót VI. Jakabot angol királlyá választották. Az 1707-es szerződés egyesítette a két királyságot és létrehozta a tagországok közös parlamentjét.
A tagországok megőrizték bizonyos intézményeik függetlenségét, például a különálló maradt a skót presbiteriánus egyház és az anglikán egyház, továbbra is önállóak maradtak az oktatási rendszerek; és a skót és angol jog érvényben maradt a nekik megfelelő területen.
A politikai integrációt elsősorban Anna királynő szorgalmazta. Anglia számára azért volt előnyös a szerződés, mert a skótok lemondtak a királyválasztás jogáról és arról hogy Londontól függetlenül szövetséget köthessenek más európai hatalmakkal (amit az esetleg arra használhatott volna, hogy Skóciából inváziót intéz az angolok ellen). Utóbbinak annál is inkább fennállt a veszélye, mert Anglia éppen a spanyol örökösödési háború miatt hadban állt Franciaországgal. Bár Marlborough hercege sorra nyerte a csatákat (először szerezve sikereket az angol fegyvereknek az európai kontinensen a százéves háború óta) és 1709-ben a franciák az összeomlás peremére kerültek, a franciaellenes szövetségben repedések keletkeztek és Párizsnak sikerült stabilizálnia helyzetét. 1710-ben Nagy-Britanniában az addigi háborúpárti whig kormány helyett a békét szorgalmazó toryk kerültek hatalomra és végül 1713/14-ben kompromisszummal zárták le a háborút.

## 18. század

### A hannoveri királyok

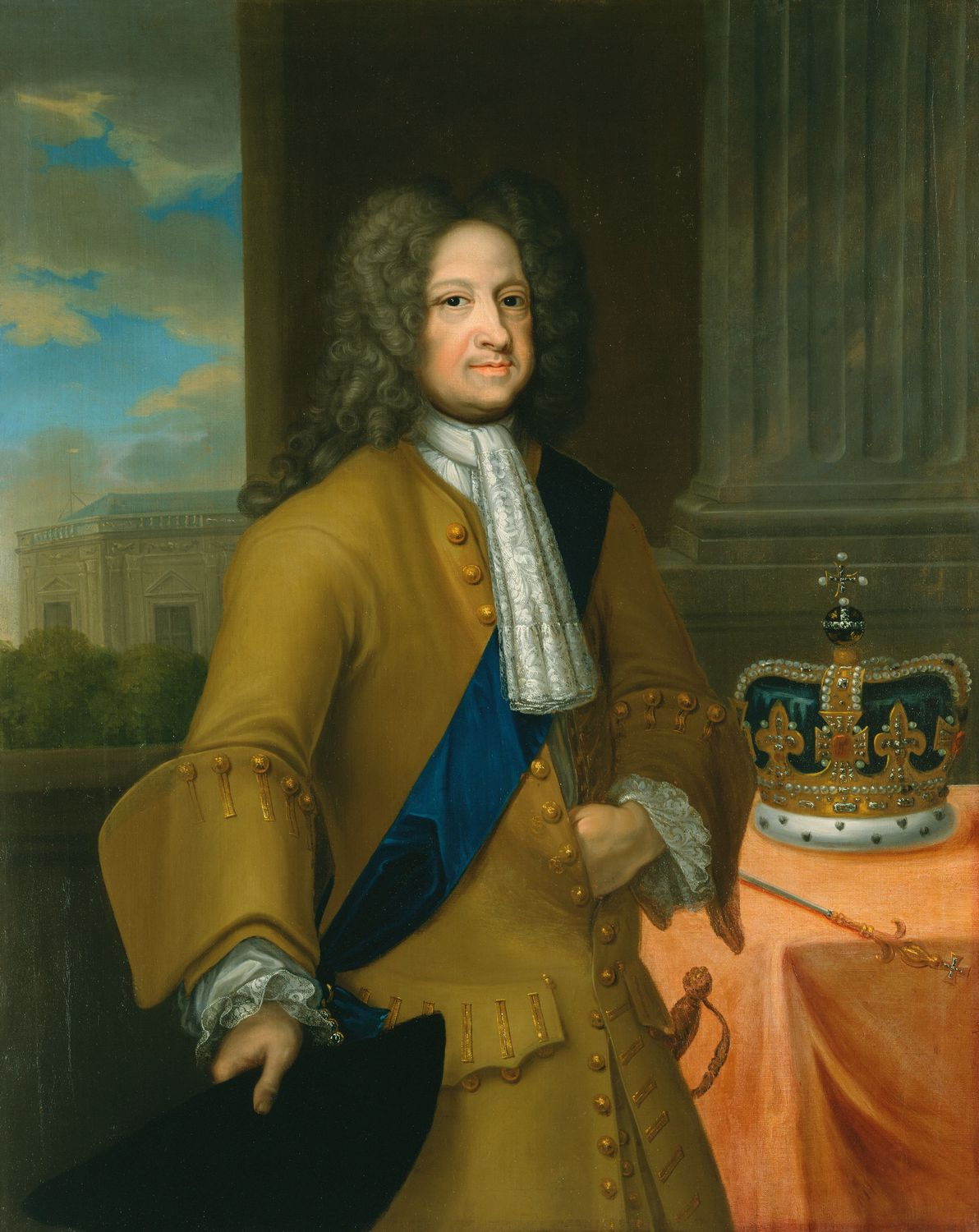
I. György, az első Hannover-házi király

1714-ben meghalt a gyermektelen Anna királynő és helyére György Lajos hannoveri választófejedelmet, I. Jakab dédunokáját választották Nagy-Britannia királyává. Az európai politikába belebonyolódott I. Györgyöt (trónon 1714–1727) jobban érdekelte Hannover sorsa és német tanácsadókkal vette körbe magát (azzal vádolták, hogy nem is tud angolul, bár uralkodása végére megtanult) ezért népszerűtlen uralkodó volt. Ezzel együtt erős hadsereget hozott létre, stabilizálta a brit politikai rendszert és (részben szándéka ellenére) nagy szerepet játszott az északi háború lezárásában. Uralkodása alatt erős maradt a II. Jakab fiát, Stuart Jakabot trónra emelni kívánó frakció. 1715-ben a jakobiták fellázadtak, de még mielőtt Stuart Jakab partra szállhatott volna, a királyhű erők legyőzték őket.
II. György (1727–1760) és kormányának vezetője, Robert Walpole 1730–42 között megerősítette az belső alkotmányos berendezkedés biztonságát. Nagyot fejlődött az első Brit Birodalom kiépítése, megerősödtek a britek karib-tengeri és észak-amerikai gyarmatai. Uralkodásának végén a hétéves háborúban Poroszországgal szövetségben legyőzték Franciaországot és elragadták tőle Kanadát.
III. György (1760–1820) már Angliában született, az angol volt az anyanyelve és soha nem tette a lábát Hannoverbe. Elmebeteg volt és 1788 után legidősebb fia régensként vezette helyette az országot. Uralkodása elején fellázadtak az észak-amerikai gyarmatok és hosszú háborúban 1783-ra kivívták függetlenségüket. Az amerikaiakat a hétéves háborúban vereséget szenvedett és visszavágni akaró franciák is segítették. Miután az első birodalma elbukott, Nagy-Britannia nekifogott második birodalma kiépítésének és Indiában, Ázsiában és Afrikában nagy lendülettel kezdte el a gyarmatosítást. Ebben az időben kezdődött el az ipari forradalom, ami a világ első számú gazdasági hatalmává tette Britanniát.
A 18. század végén és a 19. század elején Nagy-Britannia részt vette az egész Európát tűzbe borító francia forradalmi (1793–1802), valamint a napóleoni háborúkban (1803–1815), amelyek Franciaország döntő vereségével végződtek.

### Háború és gazdaság
1700 és 1850 között Nagy-Britannia 137 háborúnak vagy felkelésnek volt résztvevője. Miközben nagy és költséges flottát tartott fenn, állandó hadserege igen kicsiny volt; ha katonákra volt szükség zsoldosokat fogadtak vagy a szövetségesek haderejét pénzelték. A háborúkat eleinte a királyi földbirtokok jövedelméből és különadókból finanszírozták, de ahogyan egyre nőttek a költségek, a kormány kénytelen volt emelni a vámot és fogyasztási adót, 1790 után pedig jövedelemadót vezettek be. Háború idején a kormányzat magánbefektetőktől vett fel kölcsönöket, amiket békeidőben fizetett vissza. Az adókat akár a teljes nemzeti jövedelem 20%-val is megemelték, de mivel Nagy-Britannia területét nem érintették a pusztítások, a gazdaság egyes szereplői sokat nyerhettek a háborúkon, mert jelentősen megugrott a textilek, kézifegyverek, puskapor, hajófelszerelési eszközök iránti kereslet.
A francia forradalom erős hatással volt a brit politikai életre. A konzervatívokat felháborította a király kivégzése, a nemesség száműzése és a Terror időszaka. Az ország 1793-tól egészen Napóleon 1815-ös bukásáig szinte folyamatosan hadiállapotban állt Franciaországgal. A konzervatívok minden új politikai véleményt jakobinusnak címkéztek és óvtak a franciához hasonló társadalmi felfordulástól. Az antijakobinusság elsősorban a földbirtokos nemesség és a felsőbb osztályok körében volt erős; egyik legjellemzőbb képviselőjük Edmund Burke filozófus és politikus volt.

### A Brit Birodalom

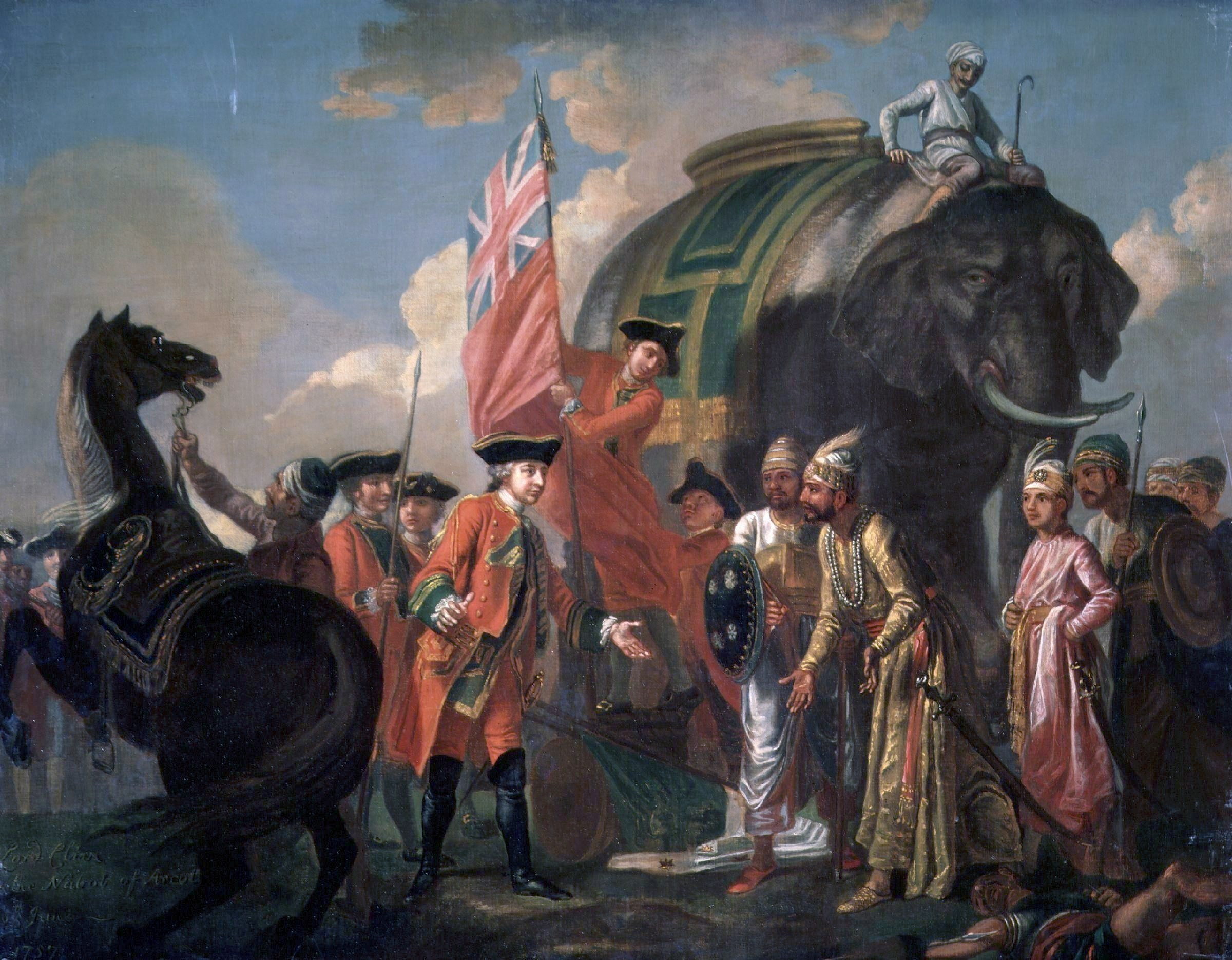
Robert Clive a plasseyi csata után (Francis Hayman képe, kb. 1762)

Az 1756-ban kezdődő hétéves háború volt az első valódi világháború, egyszerre zajlott Európában, Indiában, Észak-Amerikában, a Karib-tengeren, a Fülöp-szigeteken és Afrikában. A konfliktust lezáró párizsi béke a világ legerősebb gyarmatosító hatalmává tette Nagy-Britanniát. Észak-Amerikában Franciaország gyakorlatilag minden birtokát elvesztette, Kanada Angliának (aki megkapta Floridát is a spanyoloktól), Louisiana pedig Spanyolországnak jutott. Indiában a franciák megtarthatták ugyan néhány enklávéjukat, de fegyverkezési korlátokat léptettek életbe és a britekkel szövetséges helyi fejedelmeket kellett támogatniuk; így hosszú távon biztosítva volt az angol dominancia Indiában is.
Az 1760-as és 1770-es években egyre feszültebbé vált London és az észak-amerikai Tizenhárom gyarmat viszonya, elsősorban azért, mert a parlament több alkalommal is új adókat vetett ki a gyarmatosokra, anélkül, hogy nekik ebbe beleszólásuk lehetett volna. A viták és tiltakozások erőszakossá fajultak (bostoni teadélután, 1773) és 1775-ben megkezdődött az amerikai függetlenségi háború. A következő évben a gyarmatokról kiűzték a király tisztségviselőit és kinyilvánították az Amerikai Egyesült Államok függetlenségét. 1777-es katonai sikereik után a felkelők szövetséget kötöttek a franciákkal (akiket szövetségeseik, a spanyolok is segítettek), így a katonai erők egyensúlyba kerültek. A brit hadsereg csak néhány tengerparti várost volt képes ellenőrzése alatt tartani. 1780–81 válságos időszak volt Nagy-Britannia számára. Az adók és a költségvetési hiány csúcsokat döntögetett, a kormányzati korrupció mindent áthatott és a hatodik éve tartó amerikai háborúnak sem látszott a vége. 1781 tavaszán zavargások kezdődtek Londonban, miután valamennyire enyhítették a katolikusokat sújtó megkülönböztetést. Októberben Cornwallis tábornok megadta magát az amerikai felkelőknek. Az 1783-as párizsi békében London kénytelen volt elismerni az Egyesült Államok függetlenségét.

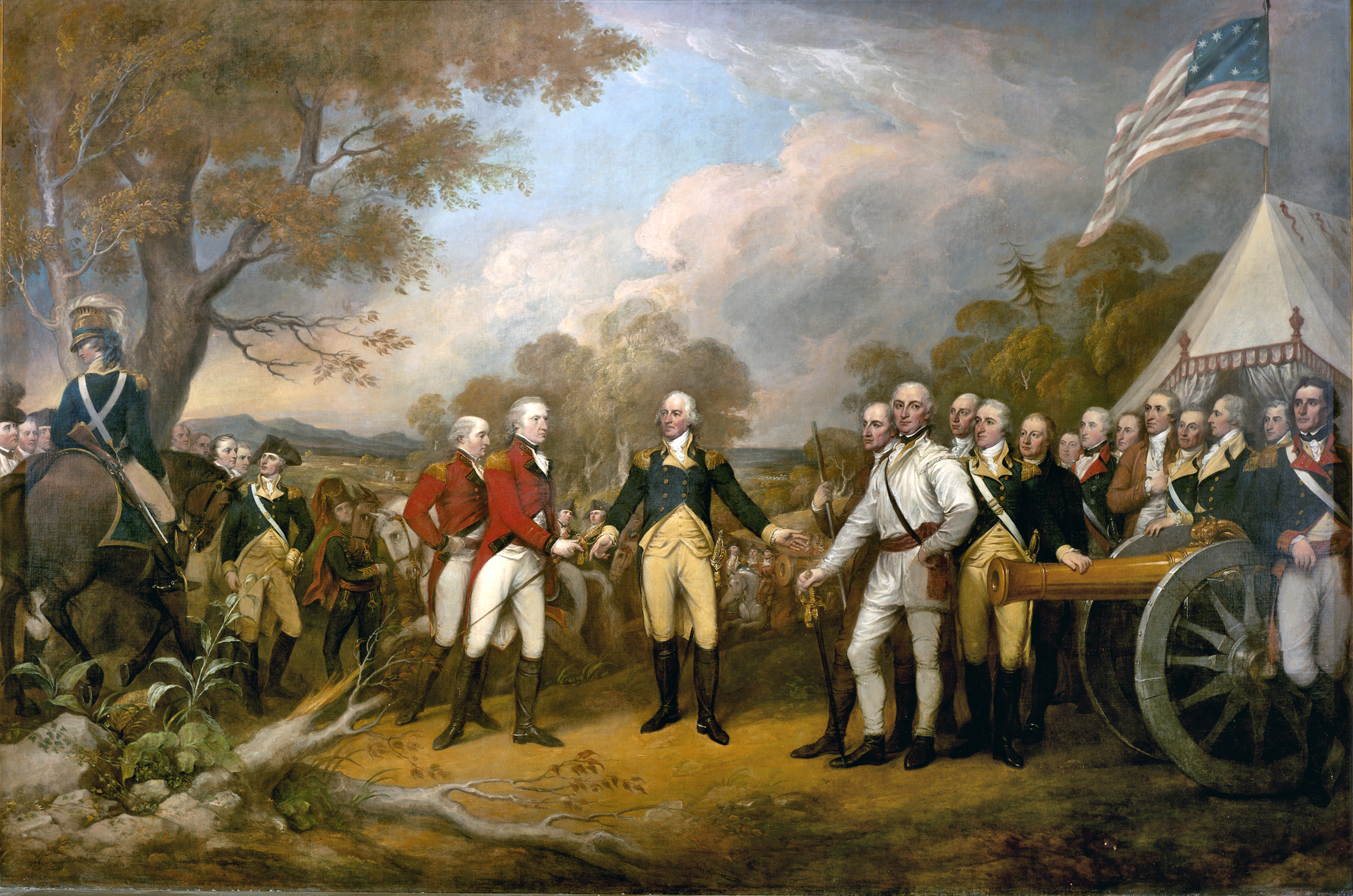
A brit csapatok megadják magukat Saratogánál az amerikai felkelőknek (John Trumbull képe, 1822)

A Tizenhárom gyarmat, Nagy-Britannia legnépesebb kolóniáinak elvesztése jelenti a választóvonalat az ún. Első és Második Brit Birodalom között. A gyarmatosítási törekvések Amerikáról Ázsiára, a Csendes-óceán térségére, később pedig Afrikára váltottak. Adam Smith 1776-ban megjelent művében A nemzetek gazdagságá-ban kifejtette, hogy a gyarmatok szükségtelenek, és hogy a szabadkereskedelem jóval hatékonyabb, mint a kolonializmus első hullámát hajtó merkantilista gazdaságpolitika. 1783 után újraindult Nagy-Britannia és az USA közötti kereskedelem és bebizonyosodott, hogy Smithnek igaza volt, amikor azt állította, hogy a politikai kontroll nem előfeltétele a gazdasági sikernek.
A Brit Kelet-indiai Társaság működésének első száz évében csak kereskedelemmel foglalkozott. A 18. század második felében, a Mogul Birodalom hanyatlása és a Francia Kelet-indiai Társasággal való fegyveres konfliktusok után azonban területi terjeszkedésbe és birodalomépítésbe kezdett. A Robert Clive által vezetett angolok a plassey-i csatában legyőzték a francia csapatokat és indiai szövetségeseiket és gyakorlatilag egész Bengália az ölükbe hullott. A következő évtizedben fokozatosan kiterjesztették az ellenőrzésük alá tartozó területeket. Volt amit közvetlenül uraltak 80%-ban hindu szipoj katonákból álló hadseregükkel, más régiók élére báburalkodókat ültettek.

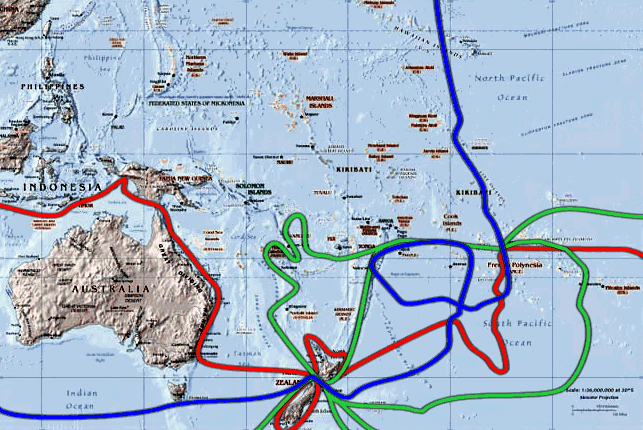
James Cook felfedező útjai

1770-ben James Cook felfedezte Ausztrália keleti partját. Nyolc évvel később Joseph Banks, Cook botanikusa bizonyítékkal szolgált arról, hogy a Botany Bay-ben megfelelőek a körülmények egy büntetőkolónia felállítására. 1787-ben megindult a fegyenceket szállító első hajó, amely a következő évben megérkezett Ausztráliába.
A brit kormányzat vegyes érzelmekkel fogadta az 1789-es francia forradalom hírét, kezdetben örültek régi riválisuk meggyöngülésének és a kitörő háborúkban semlegesek maradtak. Miután azonban lefejezték XVI. Lajost és küszöbön állt Hollandia inváziója, London hadat üzent. A következő 23 év során (egy rövid 1802-1803-as időszak kivételével) a két ország folyamatosan hadiállapotban volt egymással. Nagy-Britannia gyakorlatilag az egyetlen európai nemzet volt, amely nem hódolt be vagy kötött szövetséget a napóleoni Franciaországgal. Az 1790-es években a britek uralták a tengereket, többször legyőzték a francia vagy velük szövetséges flottát, de sikeres szárazföldi műveletekre nem voltak képesek. 1799-ben egy közös angol-orosz hollandiai akció csak annyit ért el, hogy elfogták a holland flottát.
Napóleon színre lépésével az évszázadokra visszanyúló angol-francia konfliktus új, ideológiai töltetet is kapott: a brit alkotmányos monarchia állt szemben a forradalom Napóleon által képviselt liberális elveivel.

## 1800-tól 1837-ig

### Unió Írországgal

Az Egyesült Királyság zászlaja az angol, skót és ír lobogókból tevődik össze

1801. január 1-én Nagy-Britannia és Írország formálisan is unióra léptek és létrehozták Nagy-Britannia és Írország Egyesült Királyságát. Az esemény előzményei több évszázadra nyúltak vissza. Az Angliát meghódító normannok már 1170-től kezdve elkezdték fegyveresen meghódítani Írországot és a későbbi angol királyok idővel az egész szigetet uralmuk alá hajtották. A 17. század elejétől protestáns vallású angolok és skótok kezdtek el betelepülni, elsősorban Ulster tartományba és itt idővel nagyrészt kiszorították a katolikus íreket.
Az 1641-es ír felkelés után elvették az ír katolikusok szavazati jogát a parlamenti választásokon. Az ír parlament így kizárólag protestáns képviselőkből állt, pedig a sziget lakossága 90%-ban katolikusokból (írekből) állt. 1703-ban és 1709-ben újabb törvényeket hoztak a katolikusok (és protestáns szekták) jogainak korlátozásairól. 1798-ban az írországi szakadár protestánsok és a katolikusok fellázadtak, azonban a francia támogatás ellenére London leverte a felkelést. Az ifjabb William Pitt által vezetett angol kormány úgy döntött, hogy véglegesen eltörli az ír függetlenség esélyét és 1800-ban mind a londoni, mind a dublini parlamenttel elfogadtatta a két korona egyesítéséről szóló uniós törvényt. Bár az ír parlamentben csak protestánsok ültek, a biztonság kedvéért a törvényt ellenzőket nemesi címekkel és kitüntetésekkel megvesztegették. Az Egyesült Királyság közös parlamentjének alsóházában Írország kb. 100, a Lordok Házában 28 képviselővel vett részt. Katolikus lordok továbbra sem kerülhettek be a felsőházba. Az előzetes alkuk során egyenjogúságot ígértek a katolikusoknak, de ezt az ír parlament és III. György király (aki azt állította, hogy katolikus vallás emancipációjával megsértené koronázási esküjét) megtagadta.

### A napóleoni háborúk

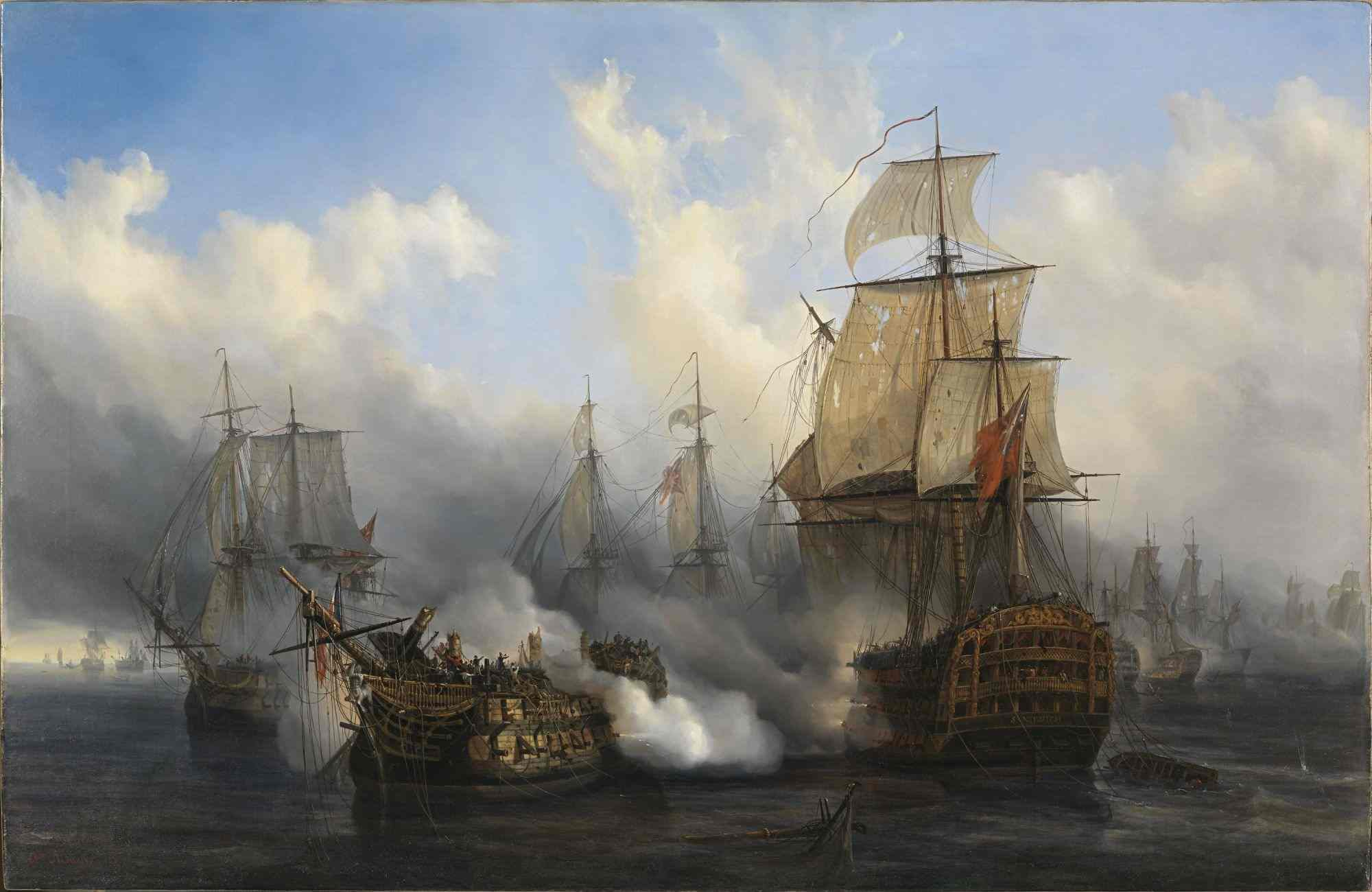
A trafalgari csata

A második koalíciós háború (1799–1801) során Nagy-Britannia megszállta szinte valamennyi francia és holland gyarmatot (Hollandia 1796-tól francia bábállam volt), de eközben a trópusi járványok mintegy 40 ezer katona életét követelték. A háborút lezáró amiens-i béke után visszaszolgáltatták a kolóniákat, de a két ország viszonya továbbra is ellenséges maradt. Napóleon kereskedelmi embargót vezetett be a britekkel szemben és megszállta Hannovert, így 1803 májusában ismét hadat üzentek. Miután 1805-ben a trafalgari csatában Nelson admirális tönkreverte a francia-spanyol flottát, a franciák angliai partraszállása teljesen kikerült a lehetőségek közül.
1806-ban Napóleon berlini dekrétumaival létrehozta a kontinentális zárlatot, amellyel alá kívánta ásni a brit gazdaságot. Az angol hadsereg nem jelentett veszélyt a franciákra; 220 ezer katonájával szemben Napóleon egymillió embert tudott állítani és szükség esetén ehhez jöttek a szövetségesek és a francia nemzeti gárda önkéntesei. A brit flotta ugyan gyakorlatilag teljesen elzárta Franciaország tengerentúli kereskedelmét, de az Európán belüli gazdasági kapcsolatokkal szemben tehetetlen volt. A francia népesség és a mezőgazdasági kapacitás is messze meghaladta Nagy-Britanniáét.
A brit gazdaság azonban nem szenvedett akkora károkat, mint a francia császár remélte. Nagy-Britannia ipara gyors ütemben növekedett és nyersanyagszükségletét be tudta szerezni a lassan az egész világra kiterjedő gyarmatairól. Tengeri fölényük lehetetlenné tette a Brit-szigetek invázióját és a béke megteremtését, ami során Napóleon konszolidálhatta volna hódításait.
Az 1808-as spanyol felkelés után az angolok végre megvethették lábukat a kontinensen is. Wellington herceg brit-portugál hadserege és a gerillataktikát alkalmazó spanyolok 1814-re fokozatosan kiűzték a franciákat az Ibériai-félszigetről és amíg Napóleont keleten a poroszok, osztrákok és oroszok lefoglalták, Wellington betört Dél-Franciaországba. A császár lemondása és elbai száműzetése után a béke rövid időre visszatért. Napóleon 1815-ben visszatért, de a brit-porosz szövetség Waterloonál végső vereséget mért rá.

### A háború finanszírozása
A több mint két évtizedig tartó háború súlyos terheket rótt az angol költségvetésre. A harmincmilliós Franciaországgal szemben az Egyesült Királyságnak csak 16 millió lakosa volt. A katonák számában mutatkozó hátrányt azzal egyenlítették ki hogy kifizették az orosz és osztrák csapatok ellátásának egy részét (ezek létszáma 1813-ban 450 ezer körül volt). Az erős és jól szervezett magánszektor képes volt ellátni a hadsereget és a flottát. A kontinentális zárlat sem volt teljes, a csempészek a kontinensre szállították a brit ipar termékeit és piaca egy részét megőrizték. 1814-ben a brit költségvetés 66 millió fontot tett ki, ebből 10 milliót a flottára, 40 milliót a hadseregre, 10 milliót a szövetségeseknek szántak. Az államadósság meghaladta a GDP kétszeresét és 679 millió fontra rúgott. A háború teljes költségét 831 millióra becsülték. Az adókból és járadékokból teljesen kifizetett angol fegyveres erőkkel szemben Napóleon csapatainak ellátása csak részleges volt és a meghódított területekről voltak kénytelenek rekvirálni.

### Háború az Egyesült Államokkal

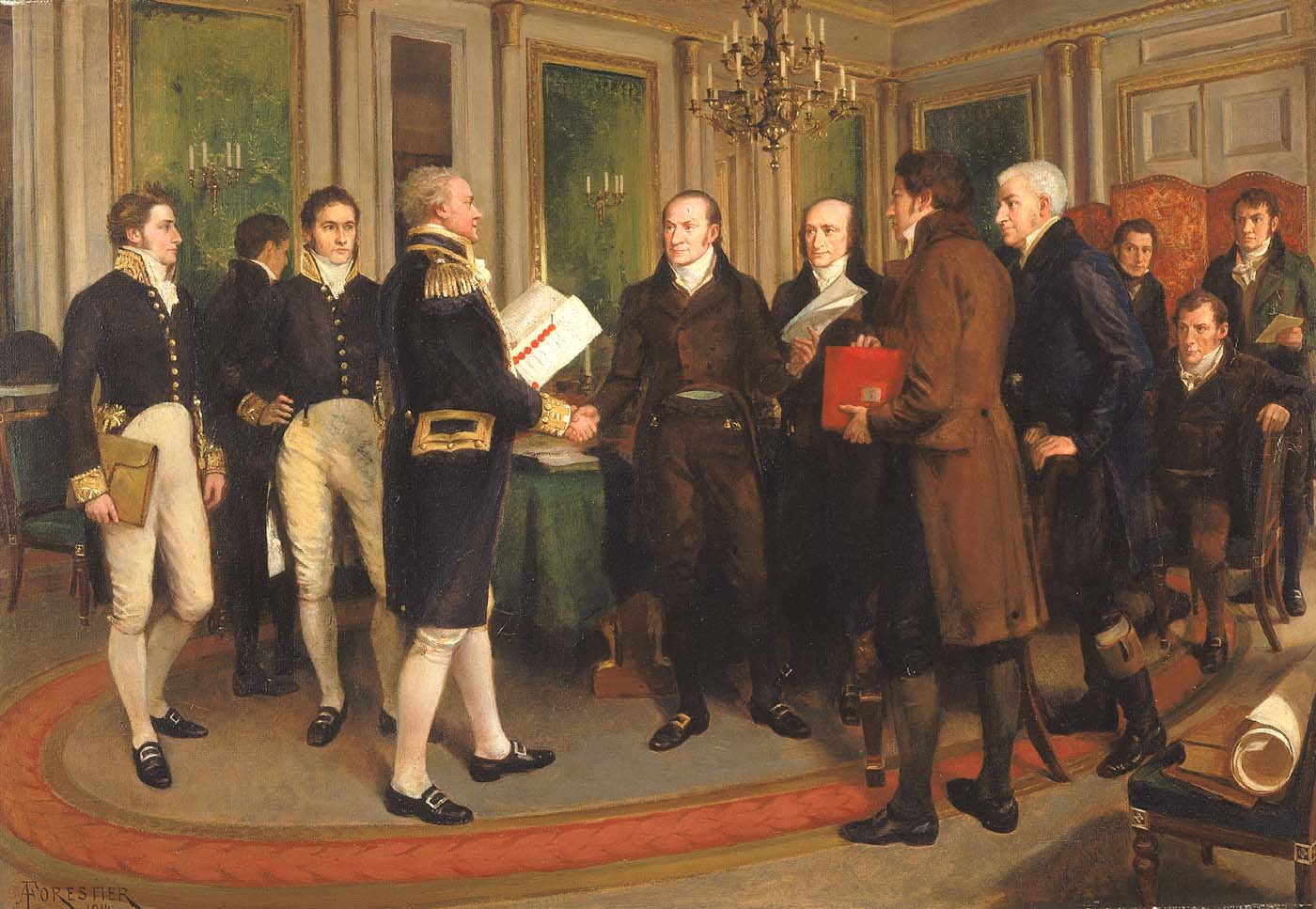
A genti béke aláírása

Miközben zajlott a háború Napóleonnal, a kereskedelmi konfliktusok, az amerikai tengerészek brit flottába való kényszersorozása és a washingtoni kormány ellen fellázadt indiánok brit támogatása miatt 1812-ben kitört a háború Nagy-Britannia és az Egyesült Államok között. Míg az amerikaiak ezt afféle második függetlenségi háborúként fogták fel, Londonban másodlagos jelentőségűnek tartották és erőforrásaik java részét a franciák ellen vetették be. Az amerikai fregattok néhány kisebb győzelmet értek el az Európában lekötött Királyi haditengerészet ellen, valamint Kanadából egy betörés során sikerült elfoglalni és felgyújtani Washingtont, de még Wellington herceg is elismerte, hogy az akkori körülmények között döntő győzelmet az USA ellen nem lehet elérni.
1814-ben fegyverszünetet kötöttek, bár még mielőtt a hír átért volna az óceánon, 1815 januárjában Andrew Jackson jelentős győzelmet aratott a britek fölött a New Orleans-i csatában. Februárban a genti béke ratifikálásával formálisan is befejezték a háborút. Az amerikai-kanadai határzónát mindkét oldalon demilitarizálták és helyreállt a békés kereskedelem, bár Kanadában még az 1860-as években is tartottak egy amerikai inváziótól.

### IV. György és IV. Vilmos
A napóleoni háborúk végén Nagy-Britannia már nem volt ugyanaz az ország, mint amely elkezdte azt 1793-ban. Az iparosodás rohamléptekkel haladt előre és a társadalom is megváltozott, egyre nagyobb hangsúlyt kaptak a városok. A háború után kisebb gazdasági visszaesés következett be és az ezzel párhuzamos rossz termés miatt kiéleződtek a szociális feszültségek. Bár a francia forradalom elbukott, Európa-szerte tartottak a jakobinizmus újjáéledésétől és még a viszonylag liberális Angliában is törvénnyel tiltották a radikális politikai nézetek hirdetését. Az 1820-as évek végén ismét fellendült a gazdaság és a represszív törvények nagy részét visszavonták. 1928-ban egy új törvénnyel garantálták a kisebb egyházak vallási szabadságát.
IV. György (1811–20 között régens, 1820-tól 1830-as haláláig király) még kevésbé avatkozott bele a kormányzat ügyeibe, mint apja, III. György. Rögzült az az elv, hogy uralkodó személyes szimpátiájától függetlenül azt kéri fel miniszterelnöknek, aki többséget szerez a parlament alsóházában. A különböző kormányok gyakorlatilag királyi beavatkozás nélkül megnyerték a napóleoni háborúkat, megtárgyalták a békefeltételeket és intézkedtek a háború utáni gazdasági és szociális válsághelyzet idején. György öccse, IV. Vilmos szintén alig avatkozott a politikába. Az ő idejében új szegényügyi törvényt hoztak, korlátozták a gyerekmunkát, szinte a teljes birodalom területén betiltották a rabszolgaságot, 1832-ben pedig megreformálták a választási rendszert. Míg az európai monarchiák nagy része (Poroszország, Ausztria, Oroszország) megpróbálta minél inkább elnyomni a liberális eszméket, a britek beépítették őket a kormány politikájába.
Jelentősebb katonai konfliktusra az 1853-ban kezdődő krími háborúig nem került sor. 1824-ben elismerték az amerikai spanyol gyarmatok függetlenségét, 1826-ban pedig beavatkoztak a portugál forradalomba, hogy megvédjék az alkotmányos kormányt. 1827-ben interveniáltak a görög szabadságharcban és segítették kivívni Görögország függetlenségét. A brit kereskedők és befektetők, a későbbiekben pedig a vasúttársaságok jelentős részhez jutottak a latin-amerikai országok gazdaságában.

### Az 1830-as évek politikai reformjai
Wellington herceg tory kormánya 1829-ben végrehajtotta a katolikusok egyenjogúsítását és eltörölte az őket sújtó megkülönböztetések legnagyobb részét. A következő évben a whigek nyerték meg a választásokat és Charles Grey alakított kormányt. A párt egy sor morális és liberális alapon nyugvó reformot hajtott végre. A legfontosabb a választási rendszer átalakítása volt, amely átalakította a választókerületeket (amelyek azontúl nem az egyes befolyásos családok kedve szerint, hanem lélekszám alapján voltak meghúzva) és leszállította a vagyoni cenzus határát, így Angliában és Walesben a meglévő 435 ezer mellé 217 ezren kaptak választójogot. A törvény meggyengítette a földbirtokos nemesség helyzetét és a polgári középosztály (iparosok, üzletemberek) jóval nagyobb képviselethez jutottak a parlamentben. A kormányzatban azonban továbbra is az arisztokrácia és a hadsereg és a flotta főtisztjei maradtak döntő többségben. A munkások, földművesek, kisfizetésű tisztviselők nem szavazhattak. Miután egy parlamenti vizsgálóbizottság rámutatott a gyerekmunka szörnyűségeire, 1833-ban kisebb mértékű korlátozásokat vezettek be.
A választási törvény megszavazása után létrejött a chartista mozgalom, amely a munkásosztály elárulásával vádolta a parlamentet. 1838-ban kiadták a Népi Chartát, amelyben általános férfi választójogot, egyforma létszámú választókerületeket, titkos szavazást, képviselői fizetést (hogy ne csak a gazdagok lehessenek parlamenti képviselők) és a vagyoni cenzus eltörlését követelték. Az elit azonban elutasította a mozgalmat és megakadályozta, hogy a parlament komolyan napirendjére vegye követeléseit.
1832-ben a parlament eltörölte a rabszolgaságot a Brit Birodalom területén. A karib-tengeri cukornádültetvények tulajdonosai kárpótlásul mintegy húszmillió fontot kaptak.

## A viktoriánus kor

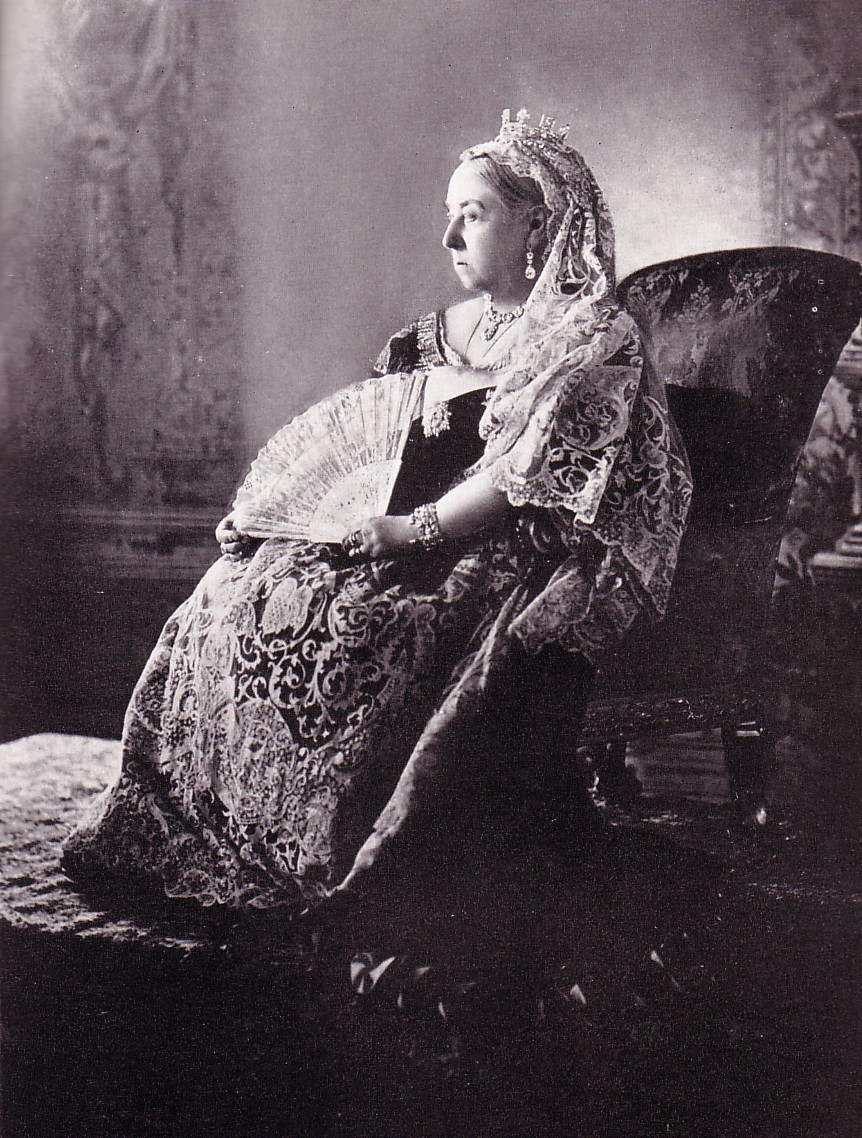
A 74 éves Viktória királynő

Viktória királynő 1837-ben, 18 évesen lépett trónra. Hatvanhárom évig tartó uralkodása alatt az Egyesült Királyság elérte politikai és gazdasági hatalmának csúcspontját. Ez idő alatt terjedt el vagy találták fel a gőzhajókat, a vasutat, a távírót és a fényképezést; a világ jóval könnyebben bejárhatóvá és az élet gyorsabb tempójúvá vált. Eközben az ország nagyrészt távol maradt az európai politikától és elkerülte az 1848-as forradalmi hullám is. A viktoriánus kor középső időszakát (1850–1870) sok történész Nagy-Britannia aranykorának tartja. Az országon belül béke uralkodott és a gazdasági fejlődés következtében az egy főre jutó nemzeti jövedelem 50%-kal nőtt. A fejlődés hátterét az egyre fokozódó iparosodás adta, főleg a textil- és gépgyártás terén. A krími háborútól eltekintve a britek nem avatkoztak be háborúkba és a szociális feszültségek is enyhültek. A chartista mozgalom 1848-ban érte el csúcspontját, a későbbiekben szétoszlott. Az angol munkások között kis visszhangot keltett az olyan szociális agitátorok tevékenysége, mint pl. Karl Marx. A kormányzat engedélyezte a szakszervezetek működését.

### Külpolitika
Az Egyesült Királyság ipari és pénzügyi erejét (ami az 1851-es londoni világkiállításon jól megmutatkozott) kihasználva szabadkereskedelmi egyezményeket kötött az Európán kívüli országokkal (főleg Latin-Amerikában és Ázsiában) és jelentős befolyásra tett szert nemzetgazdaságukban. A Brit Birodalom politikai hatalmán túlmenően létezett az angol font birodalma is.
Az európai politika egyik feszültségforrása a hanyatlóban lévő Oszmán Birodalom volt. Londonban attól tartottak, hogy összeomlása területrabló általános háborúhoz vezet a nagyhatalmak között, amiből az Egyesült Királyság nem maradhat ki érdekei sérülése nélkül. Leginkább attól tartottak, hogy Oroszország elfoglalja Isztambult vagy Afganisztánon keresztül megközelíti Indiát. Így amikor 1853-ban a cár hadat üzent Törökországnak, Nagy-Britannia és Franciaország belépett a törökök oldalán. Bár katonai teljesítményük meglehetősen közepes volt, sikerült megszállniuk Szevasztopolt, az orosz fekete-tengeri flotta fő bázisát és II. Sándor cár békét kért. 1878-ban egy második orosz-török háború után szintén megakadályozták (ezúttal diplomáciai úton) az Oszmán Birodalom túlzott meggyengítését. Bár a franciák szövetségeseik voltak a krími háborúban, a britek gyanakodva figyelték a fegyverkező és aktív külpolitikát folytató III. Napóleont; ennek ellenére 1870-es bukása után menedéket adtak a francia császárnak.
Anglia nem avatkozott be az amerikai polgárháborúba, de kormánya a republikánus Északkal szemben az arisztokratikusabb Konföderációt preferálta, ahonnan egyébként a textilüzemekben feldolgozott gyapot is származott. Az északi tengeri blokád azonban megakadályozta a déli export 95%-ának kijutását a kikötőkből. 1861-ben egy amerikai hadihajó egy brit hajóról foglyul ejtett két déli diplomatát és közel került annak a lehetősége, hogy London hadat üzen Washingtonnak. A válságot sikerült békés úton rendezni és miután Lincoln 1862-ben kiadta az Emancipációs kiáltványt, a Konföderáció oldalán való harc egyet jelentett volna a rabszolgaság támogatásával, így a brit intervenció lehetetlenné vált. A britek ettől függetlenül mindkét félnek adtak el fegyvereket, a Konföderációnak gyors járatú, a blokád áttörésére alkalmas hajókat is; utóbbi miatt diplomáciai viszályra is sor került Washingtonnal.
A viktoriánus korszak végén a hivatalos, Salisbury miniszterelnök által nyíltan hangoztatott külpolitika az ún. "fényes elszigeteltség" (splendid isolation) volt, miszerint Nagy-Britanniának nincsenek hivatalos szövetségesei, hanem csak érdekei vannak.

### A brit gyarmatbirodalom

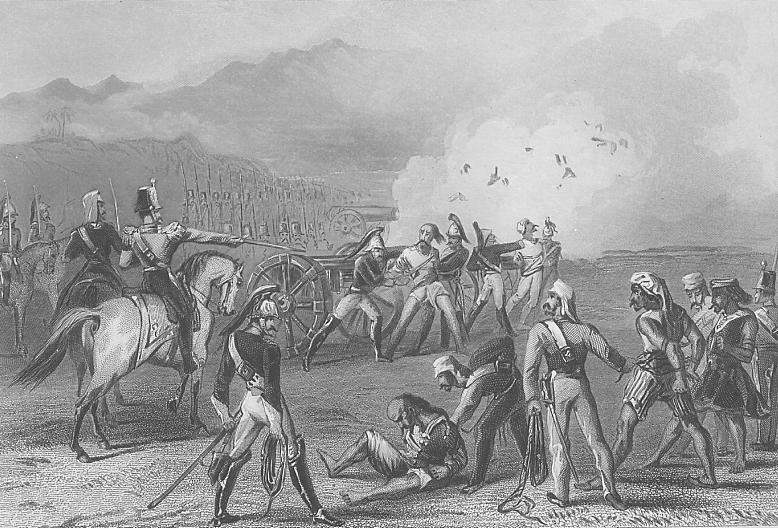
Lázadó szipojok kivégzése

1857-ben Indiában kitört a szipojlázadás és a gyorsan elharapózó felkelés komolyan veszélyeztette a brit fennhatóságot. Bár a következő évre a gyarmati hatóságok felülkerekedtek, átszervezték a közigazgatást: megszüntették a Brit Kelet-indiai Társaságot és India közvetlenül a korona felügyelete alá került.
1867-ben az észak-amerikai brit gyarmatokat a Kanadai Domíniumban egyesítették, amely önkormányzatot kapott és maga intézhette belügyeit. London csak a kül- és hadügyeket tartotta meg. A 19. század második felében az angol gyarmatbirodalom nagy mértékben kiterjedt, elsősorban Ázsiában és Afrikában. A cél az volt, hogy Afrikában Kairótól Fokvárosig el lehessen jutni végig brit területen. Az egész világon szétszórt gyarmatok miatt elsősorban a haditengerészetet fejlesztették és csak egy kis létszámú, professzionális hadsereget tartottak fent. Az Egyesült Királyság volt ekkor az egyetlen európai állam, ahol nem volt hadkötelezettség.
Az 1871-es német egyesítés megváltoztatta a világpolitikai erőviszonyokat, az Egyesült Királyságnak új vetélytársa akadt. Otto von Bismarck kancellár óvatos egyensúlyozó politikával megtartotta a jó viszonyt a két ország között, de mikor II. Vilmos császár került a trónra, elbocsátotta Bismarckot, flottafejlesztési tervet jelentett be és nyíltan bejelentette igényét az afrikai gyarmatokra.
A 19. évszázad végén a búr háborúk borzolták fel a kedélyeket. Nagy-Britannia a naplóeoni háborúkban szerezte meg Hollandia dél-afrikai gyarmatait, de a holland telepesek (a búrok) meghódítatlan területekre vándoroltak és megalakították két köztársaságukat, Transvaalt és Oranjét. London ezeket is megpróbálta ellenőrzése alá vonni, amivel a jelentős létszám- és felszereléshátrányban lévő búr telepesek gerillaháborúval válaszoltak. A számbeli és technikai fölény és a brutális módszerek végül brit győzelemhez vezettek, de a háborút széleskörűen kritizálták Angliában és világszerte.

### Írország helyzete
Az 1829-es emancipációval a katolikusok is választhatóvá váltak, valamint választójogot kaptak. 1846-ban elkezdődött az ír történelem egyik legsúlyosabb katasztrófája, a nagy éhínség, amikor a burgonyavész elpusztította a szegény néptömegek szinte egyetlen táplálékát. Több százezren haltak éhen és milliók vándoroltak ki Angliába vagy Észak-Amerikába. A sziget lakosságszáma máig nem heverte ki az akkori csapást.
Az 1870-es években Isaac Butt megalapította a mérsékelt függetlenségpárti Önrendelkezési Ligát (Home Rule League), amelyből később William Shaw és Charles Stewart Parnell vezetése alatt a kor domináns ereje, az Ír Parlamenti Párt vált. Parnell arra törekedett, hogy Írország önkormányzatot kapjon a Brit Birodalmon belül; szemben a radikálisokkal, akik teljes függetlenséget kívántak. 1886-ban és 1893-ban Gladstone miniszterelnök két ír önkormányzati törvényt is beterjesztett, de a parlament elutasította őket. A kérdés megosztotta az írországi lakosságot is, az unionista protestánsok (főleg, de nem kizárólag Ulsterben) attól tartottak, hogy egy katolikus többségű kormányzat elnyomná őket.

## Edward-korszak (1901–1914)
Viktória királynő 1901-es halála után fia, VII. Edward követte a trónon. A visszafogott és puritán viktoriánus kor után az Edward-korszakot inkább a hivalkodás és a gazdagság fitogtatása jellemezte. Ekkor terjedt el az automobil és a mozgókép használata, felszálltak az első repülőgépek. A brit társadalom optimizmussal tekintett az új évszázad elébe. A szegények helyzete fokozatosan javult; 1900-ban megalakult a Munkáspárt. Edward 1910-es halála után V. György lett a király (1910-1936), aki botrányoktól mentes, sokat dolgozó életmódjával a középosztály eszményeit testesítette meg.
A gazdaság virágzott, de a brit társadalom nem volt konfliktusmentes. A stabilitást az ír függetlenségi törekvések, a szociális egyenlőtlenség, a nők szavazati jogának kérdése veszélyeztette. Az ír probléma odáig fajult, hogy a hadsereg azt fontolgatta, hogy megtagadja az észak-írországi rendteremtésre irányuló parancsokat. A belpolitikai gondok megoldását az első világháború 1914-es kitörésekor kénytelenek voltak felfüggeszteni.

## Az első világháború

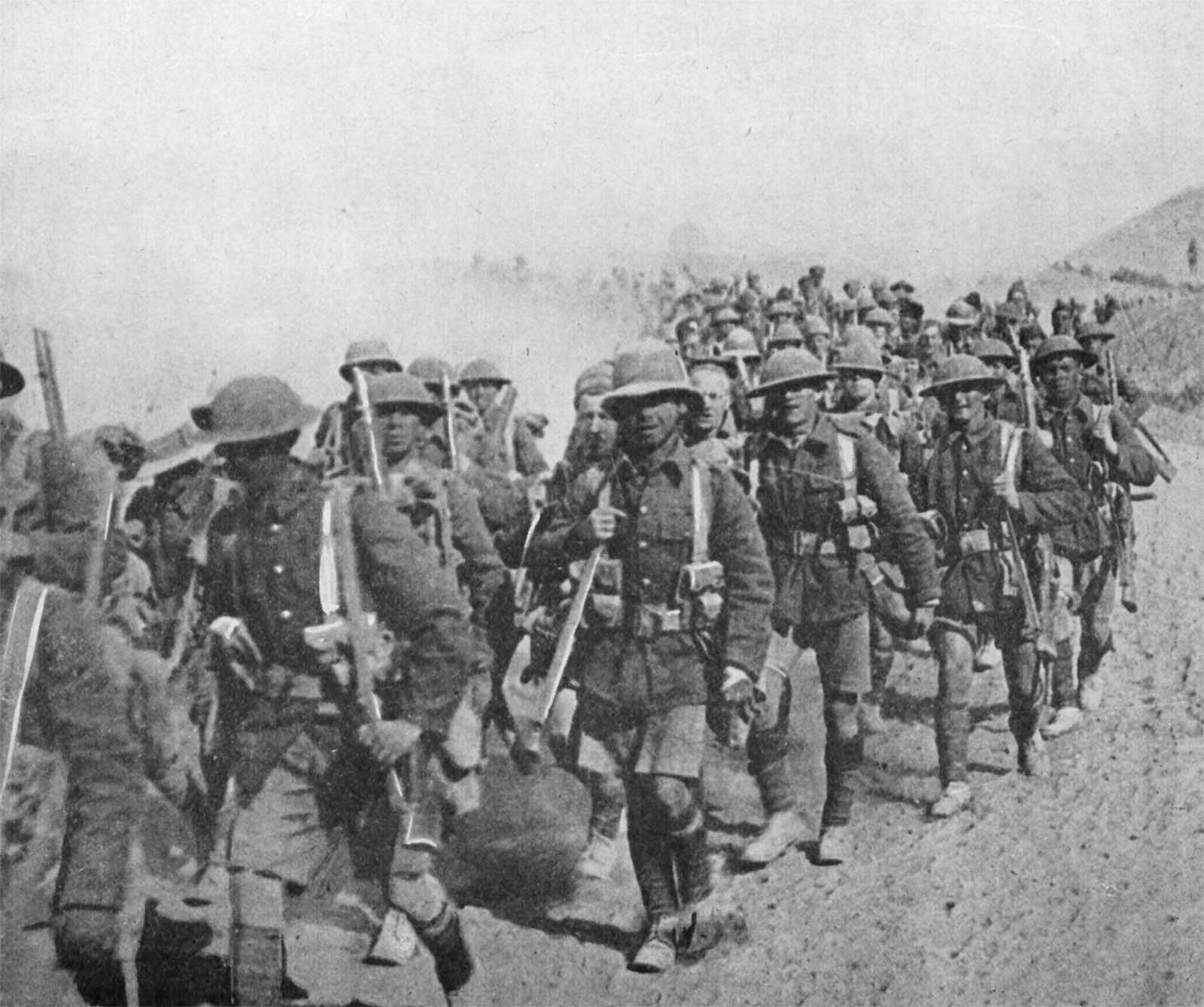
Brit katonák a mezopotámiai offenzívában

Az Egyesült Királyság Franciaországgal és Oroszországgal együtt az antant hármas szövetségének volt tagja. Amikor az Osztrák–Magyar Monarchia hadat üzent Szerbiának, a központi hatalmak és az antant tagjai láncreakcióként sorra léptek be a háborúba. Anglia formálisan Franciaországot védve üzent hadat Németországnak és a Monarchiának, de fő erkölcsi kötelességének Belgium semlegességének megvédését tartotta. A nyugati front azonban néhány hét után állóháborúvá fajult, ahol hiába estek el a katonák százezrei, egyik fél sem volt képes jelentős előnyre szert tenni.
A front folyamatosan igényelte a katonákat és a hadianyagot. 1916-ban a britek kénytelenek voltak bevezetni a sorkatonaságot (Írországban nem). A nemzetgazdaság fokozatosan átállt a haditermelésre, különösen miután Asquith miniszterelnököt a dinamikus David Lloyd George váltotta fel 1916-ban. A lakosság támogatta a háborús erőfeszítéseket, ám 1916-ban az ír katolikusok megpróbálták kihasználni az angol fegyveres erők lekötöttségét és felkelést indítottak. A lázadás véres leverése végképp a londoni kormányzat ellen fordította az íreket. A gazdaság a háború évei alatt a munkaerő fegyveres szolgálata ellenére a gazdaság 14%-kal nőtt (főleg a muníció és hadianyag-termelés miatt), míg a német GDP 27%-kal visszaesett. Míg az állami tulajdonú cégek aránya 1913-ban 8%-ot tett ki a brit GDP-ben, 1918-ban ez 38%-ra nőtt (összehasonlításképpen 1943-ban pedig a teljes gazdaság felét tette ki). A világháború során Nagy-Britannia kimerítette pénzügyi tartalékait és nagy hiteleket vett fel amerikai bankoktól. Miután az USA 1917-ben belépett a háborúba, a washingtoni kormány közvetlenül támogatta a brit költségvetést.
A háború elején a Brit Királyi Haditengerészet jelentősebb gond nélkül semlegesítette a világtengereken járó és az afrikai és csendes-óceáni gyarmatokat védő német hadihajókat. Németországot tengeri blokád alá vonták, amelyet az a jütlandi csatában megpróbált áttörni, de nem járt sikerrel. A német stratégia a tengeralattjáró-háború felé fordult és a Nagy-Britannia körüli vizeket háborús zónának deklarálták, ahol minden hajót megtámadnak. Az amerikai Lusitania 1915-ös elsüllyesztése után a washingtoni tiltakozás miatt egy ideig korlátozták a semleges zászló alatt haladó hajók támadását, de 1917 elején visszatértek ehhez a taktikához, ami végül kiváltotta az Egyesült Államok formális hadbalépését.
A nyugati fronton és a kisebb léptékű afrikai és kelet-ázsiai gyarmati háborúkon kívül a britek elsősorban az Oszmán Birodalom ellen harcoltak. Bár a Gallipoli elleni támadás és a mezopotámiai front nem váltotta be a hozzá fűzött reményeket, a britek által támogatott arab felkeléssel együtt kimerítette a török hadsereget.
A bolsevik forradalom után Oroszország kilépett a háborúból és a németek a keleti frontról átszállított erőkkel 1918 tavaszán nagy offenzívába kezdtek Franciaországban. A sorozatos támadások azonban kifulladtak, az amerikai csapatokkal megerősített antant-erők visszaverték a németeket és az ellentámadások miatt Berlin 1918 novemberében fegyverszünetet kért, amivel gyakorlatilag véget ért a háború.
A brit társadalmat megváltoztatta a háború. Míg korábban az állam nem volt nagy foglalkoztató és a hivatásos hadsereg mindössze 250 ezer katonából állt, 1918-ra a hadsereg állományába ötmillióan tartoztak és egyedül a légierő annyi embert alkalmazott, mint korábban a teljes hadsereg. A világháborúban 900 ezren vesztek oda és kétmillióan megsebesültek; többségükben fiatal férfiak, ők voltak az „elveszett nemzedék”.

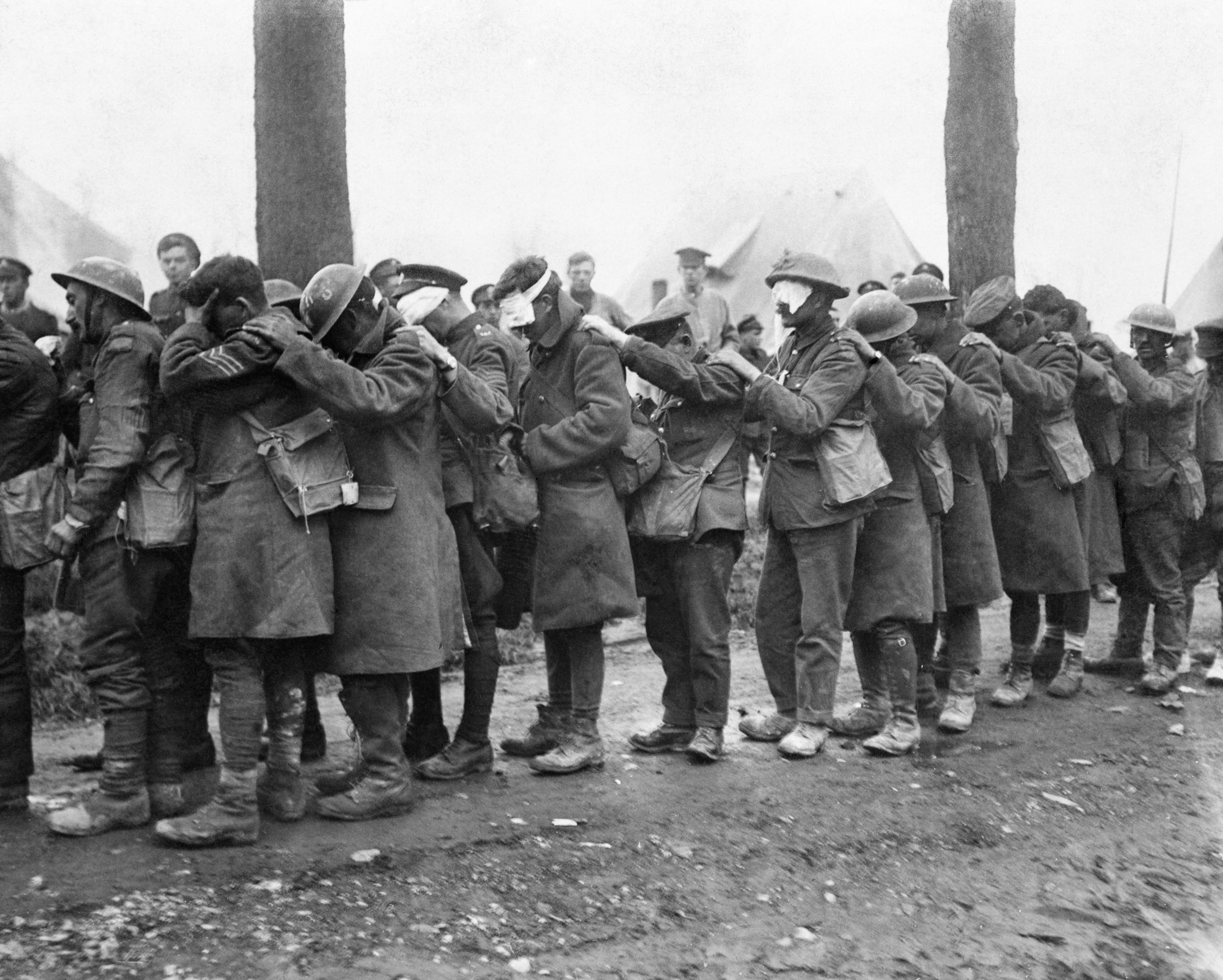
Gáztámadásban megvakult brit katonák

Bár Nagy-Britannia megnyerte a háborút, a győzelem emberéletekben és anyagiakban egyaránt szörnyű árat követelt. Általánossá vált a pacifizmus, az a nézet, hogy a hasonló háborúkat lehetőség szerint minden áron el kell kerülni a jövőben. A Népszövetséget is ezért hozták létre, hogy a nemzetek békés úton rendezhessék nézeteltéréseiket, bár a szervezet nem igazolta a hozzá fűzött reményeket. A békekonferencián Lloyd George és a francia Georges Clemenceau igyekezett nyugatbarát kis államokat létrehozni a szétesett Osztrák-Magyar Monarchia nemzetiségeiből és minél inkább megnyomorítani Németországot, de ezzel csak revansizmust és a szélsőséges politikai erők előretörését érték el. Nagy-Britannia megszerezte Németország afrikai gyarmatait, az addig oszmán fennhatóság alatt lévő Irakot és mandátumot szerzett Palesztinában is, ahol a zsidó telepeseknek ígért otthont. 1922-ben az addig brit protektorátus alatt lévő Egyiptom formálisan függetlenné vált és 1932-ben Irak is megkapta függetlenségét.

## Az ír függetlenség
1914-ben a parlament elfogadta az ír önrendelkezési törvényt, de az első világháború kitörése miatt hatályba lépést elhalasztották. Eközben Írország egyre inkább a polgárháború szélére sodródott, mind az ír nacionalisták (Ír Önkéntesek), mind az unionisták (Ulsteri Önkéntesek) fegyveres csoportokat hoztak létre. Az 1916-os rosszul szervezett húsvéti felkelést a brit hatóságok brutálisan megtorolták, ami az íreket még inkább a teljes függetlenség követelése felé tolta. Az önrendelkezési törvény még 1918-ban sem lett hatályos és a decemberi általános választásokon az ír képviselői helyek többségét a függetlenségpárti Sinn Féin nyerte el. A képviselők megtagadták, hogy Londonban dolgozzanak és Dublinba helyezték át üléseiket. 1919 januárjában kikiáltották a függetlenséget. A három évig tartó függetlenségi háború kompromisszummal zárult, létrejött az Ír Szabadállam, amely a sziget 32 megyéjéből 26-ot foglalt magába, a többi hat, protestáns többségű megye (Észak-Írország) pedig az Egyesült Királyság része maradt. Az ország hivatalos neve 1927-ben Nagy-Britannia és Észak-Írország Egyesült Királyságára változott.

## Két világháború között
A világháború előtti korhoz képest a brit társadalom baloldalibbá vált; az öntudatosabb munkásoknak köszönhetően komoly erővé vált a Munkáspárt, a nők részleges választójogot kaptak és gazdaság állami ellenőrzése megerősödött. Az osztályok közötti határok átjárhatóbbá váltak, a hagyományos viktoriánus erkölcsi szigorúság alábbhagyott: a fiatal nők már gardedám nélkül is megjelenhettek és a vidéki gyógyszertárakban hozzáférhetőkké váltak a fogamzásgátlók.
A háború után, 1919-20-ban két nagyobb szociális program indult el. Egy nagyszabású program keretében Angliában és Walesben 214 ezer állami tulajdonú, bérelhető házat építettek a rászorulók számára és a nyomornegyedek eltüntetése céljából. Az 1920-as munkanélküliségi törvény egy biztosítási konstrukció keretében 39 héten át biztosított segélyt az állástalanoknak.

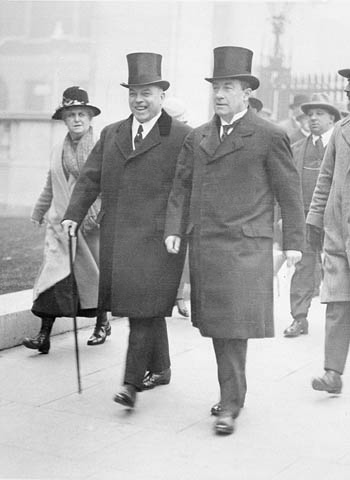
Stanley Baldwin (jobbra) és W. L. MacKenzie King kanadai miniszterelnök az 1926-os Birodalmi Konferencián

Lloyd George kormánya 1922-ben megbukott. A brit politikai életet a 20-as és 30-as években a Konzervatív Párt vezetője, Stanley Baldwin dominálta, aki 1923–24, 1924–29 és 1935–37 között volt miniszterelnök. Politikájának következtében a választók a jobb- és a baloldalon polarizálódtak és a középen elhelyezkedő liberálisok fokozatosan kiszorultak a politikából. Az utókor sok kritikával illette Baldwin külpolitikáját, amelyben a határozott fellépés helyett megpróbálta megbékíteni a Németországban hatalomra jutott Adolf Hitlert.
A háború alatt megemelt adók nem tértek vissza a korábbi szintre. Korábban egy jómódú polgár jövedelmének 8%-át fizette be a kincstárba, a világháború után azonban már az egyharmadát. Becslések szerint a szociális programokkal a nemzeti jövedelem 5%-a került át a gazdag osztályoktól a szegényebb rétegekhez.
Az 1920-as években a brit gazdaság nem teljesített fényesen, magas volt a munkanélküliség és különösen a skót és walesi szénbányászat és nehézipar került válságba. 1939-re a szén és acél exportja felére esett vissza és az iparág csak lassan alkalmazkodott az Amerikában kifejlesztett új szervezési elvekhez és tömegtermeléshez. Nagy-Britannia nem volt többé a világ vezető ipari hatalma, helyét az Egyesült Államok vette át. A húszas évek végére némi fellendülés következett be, ám az 1929-es nagy gazdasági világválság gyorsan véget vetett a reményeknek. A gyengélkedő brit gazdaságban a válság nem okozott akkora visszaesést, mint a gyorsan fejlődő USA-ban, Németországban vagy Kanadában. Ezzel együtt a brit gazdaság világpiaci jelenléte megfeleződött és a nehézipari termelés egyharmaddal csökkent. 1932 nyarán, a válság csúcspontján 3,5 millió munkanélkülit tartottak nyilván és sokakat csak részmunkaidős állásban alkalmaztak. Legsúlyosabban Észak-Anglia, Skócia, Észak-Írország és Wales volt érintett, egyes régiókban a munkanélküliség a 70%-ot is elérte.
1938-ra világossá vált, hogy Baldwin megbékéltetési politikája megbukott, Hitler és Mussolini felfegyverezte országait és rövid időn belül várható volt az újabb nagy európai háború kitörése. A brit kormány 1938-ban Csehszlovákiát még feláldozta a németeknek, de Hitler ezután további követeléseket nyújtott be, ezúttal Lengyelország felé. Neville Chamberlain miniszterelnök végre hajlandó volt keményen fellépni és határozottan kiállt Lengyelország védelmében. A németek azonban megegyeztek a Szovjetunióval Lengyelország felosztásáról és 1939. szeptember 1-jén megtámadták Varsót. Nagy-Britannia és Franciaország hadat üzent a németeknek és megkezdődött a második világháború.

## A második világháború

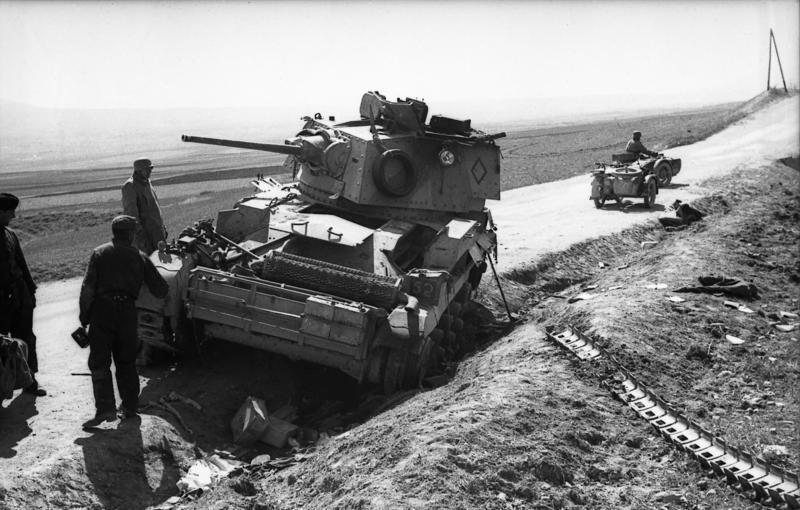
Kilőtt brit tank Görögországban

A hadüzenet után az angolok 158 ezer embert szállítottak át a csatornán a franciák megsegítésére (ami a következő év tavaszára 316 ezerre nőtt), de mivel tartottak a német határon a megerősített Siegfried-vonaltól, az első világháborús reflexek alapján nem intéztek támadást a keleten lekötött Németország ellen, hanem csak szórványos bombatámadásokat intéztek a városok ellen és röplapokat szórtak; ez volt az ún. „furcsa háború”. 1940 áprilisában csapatokat szállítottak Norvégia megszállására; a lépéssel a német megszállást akarták megelőzni. A németek azonban nagyobb egységeket helyeztek el az ország kulcsfontosságú pontjain és a brit akció kudarccal zárult. Emiatt május 10-én Chamberlain lemondott és helyette az Admiralitás első lordja, Winston Churchill lett a miniszterelnök. Néhány órával később megindult a németek nyugati offenzívája Belgium, majd Franciaország ellen. A szövetséges haderő nagy része Flandriában koncentrálódott, mert az első világháborús Schlieffen-terv megismétlését várták. A németek azonban páncélos hadosztályokkal áttörtek a gyengén védett Ardenneken és gyors tempóban haladva, délről bekerítették az angol-francia erőket. A Dunkerque-be visszavonult szövetséges csapatokat az utolsó pillanatban sikerült evakuálni, de felszerelésük nagy része odaveszett. A francia kapituláció után Hitler előkészítette Anglia invázióját, de mivel nem sikerült megfelelő légifölényt kivívnia, nem kockáztatta a La Manche-csatornán való átkelést és 1941-ben inkább keleten támadt a Szovjetunióra. Nagy-Britanniát későbbre hagyta és addig is korlátlan tengeralattjáró-háborúval próbálta elvágni szövetségesei és gyarmatai utánpótlásától.
1941 tavaszán a britek csapatokat szállítottak Görögországba, valamint megerősítették a stratégiai fekvésű Kréta szigetét, hogy megakadályozzák a németek déli terjeszkedését, de mindkét helyszínen gyors vereséget szenvedtek. Észak-Afrikában 1940 decemberében olasz csapatok Líbiából támadtak Egyiptom felé, de az ottani angol egységek egy ellentámadással körülzárták és megsemmisítették a gyarmati olasz hadsereget, ezért Erwin Rommel vezetésével német segédcsapatok érkeztek az olaszok segítségére. Az észak-afrikai hadszíntéren változó szerencsével folyt a háború, hol az egyik, hol a másik félnek sikerült előnyre szert tennie. A döntő csatára El-Alameinnél került sor 1942 október-novemberében és a Bernard Montgomery vezette brit csapatok áttörő sikert arattak. Még zajlott az el-alameini csata, amikor megindult a háború első nagyszabású brit-amerikai inváziója, a Torch hadművelet keretében megszállták Franciaország és Olaszország észak-afrikai gyarmatait.
Eközben 1941 decemberében Japán hadat üzent Nagy-Britanniának és miután légitámadásokkal elsüllyesztette a távol-keleti flotta büszkeségeit, a HMS Prince of Wales-t és a HMS Repulse-t, megszállták Hong Kongot, Szingapúrt, Malájföldet, Burmát és már Indiát és Ausztráliát veszélyeztették.

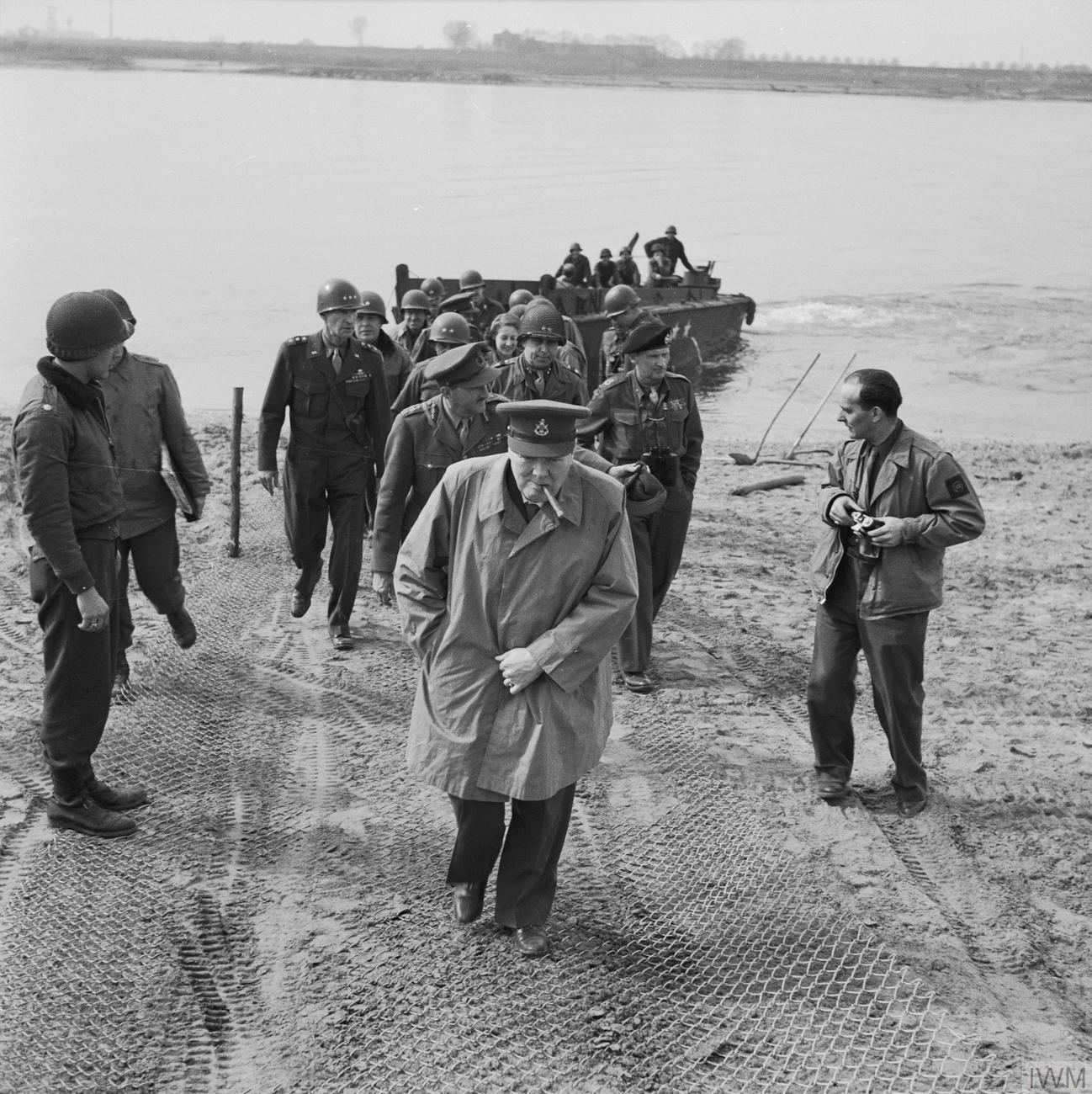
Winston Churchill a Rajna keleti partján

Észak-Afrika elfoglalása után az angol-amerikai csapatok 1943 júliusában megkezdték előbb Szicília, majd egész Olaszország invázióját. A szovjet fronton lekötött Németország nem tudott megfelelő segítséget nyújtani Mussolini kormányának, amely szeptemberre összeroppant és fegyverszünetet kért. Ennek hírére a németek egy gyors akcióval átvették a hatalmat Itáliában, Mussolinit északra menekítették és védvonalakat építettek ki. Ennek ellenére a szövetségesek 1943 telére Nápolyig egész Dél-Olaszországot birtokba vették. A makacsul – különösen Monte Cassinónál – védekező németek fokozatosan hátráltak és Rómát csak 1944. június 5-én sikerült bevenni. Olaszország ekkorra azonban már mellékhadszíntérré vált, mert Dél-Angliában hónapok óta készítették a világ addigi legnagyobb tengeri inváziós hadműveletét és egy nappal Róma elfoglalása után, június 6-án megindult a normandiai partraszállás. Az első napon 160 ezer angol és amerikai katona (számuk augusztusra kétmillióra nőtt) kelt át a La Manche-csatornán és törte át a megerősített német partvédelmet Normandiában. Az intenzív harcok során fokozatosan nyomultak előre. Augusztus 25-én visszafoglalták Párizst, szeptember 3-án Brüsszelt. 1944 decemberében a németek jelentős ellentámadással próbálkoztak az Ardennekben, de a hatalmas létszámhátrány miatt eleve kudarcra voltak ítélve. 1945 áprilisának elején a szövetségesek átkeltek a Rajnán, május 7-re pedig a szovjetek elfoglalták Berlint és Németország megadta magát.
1943 végén a japánok Burmából megindították inváziójukat India irányába. A briteknek a megerősített határvárosokban (Kohimában és Imphalban) sikerült feltartóztatniuk az előrenyomuló japánokat, majd 1944 végén ellentámadást indítottak. 1945 májusára visszafoglalták Rangoont, majd a tisztogató hadműveletekkel egy időben megkezdték Malájföld visszahódítását. A flotta egy része segítette az amerikaiakat Okinava szigetének áprilisban kezdődő megszállásában. A Hirosima és Nagaszaki elleni atomtámadások után Japán 1945. augusztus 15-én megadta magát.

## A háború után

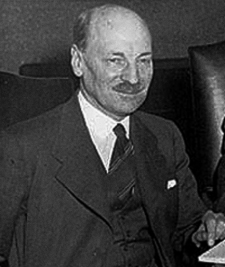
Clement Attlee

Az 1945 nyarán tartott parlamenti választásokon a háborút megnyerő Churchill egyértelmű vereséget szenvedett és a munkáspárti Clement Attlee lett az ország miniszterelnöke. A baloldali kormány államosította a gazdaság nagy részlegeit, köztük a Bank of Englandet, a vasutakat, a szénbányákat és a nehézipar egy részét. Ezzel együtt szociális intézkedéseket hoztak, bevezették az ingyenes egészségügyi ellátást és a társadalombiztosítást (utóbbi biztosította a nyugdíjat, betegség esetén a táppénzt, munkanélküli segélyt és a temetési segélyt). Ekkortól lett hozzáférhető az ingyenes oktatás is, egészen az egyetemi szintig. Attlee kormánya fenntartotta a gazdaság állami kontrollját amelyet még a háború során vezettek be és ennek köszönhetően a munkanélküliséget sikerült 3% alatt tartani.
Ezek az intézkedések azonban sok pénzbe kerültek. Az Egyesült Királyságban még évekig fennmaradt az élelmiszerre bevezetett jegyrendszer és a kormány kénytelen volt leértékelni a fontot a korábbi 4,03 dolláros árfolyamról 2,8 dollárra. A lakosság életszínvonala alacsony volt (szemben a Egyesült Államok gyors gazdasági fejlődésével a háború után), jellemző volt a fogyasztási cikkek hiánya és terjedőben voltak az olyan fertőző betegségek, mint a tuberkulózis. A költségcsökkentés jegyében (és mert egy függetlenségi háború leverését nem tudták volna finanszírozni) 1947-ben békés úton függetlenné válhatott India és Pakisztán, egy évvel később pedig Burma és Srí Lanka is. India távozása után – másfél évtized alatt – a teljes brit gyarmatbirodalom szétesett.
Nagy-Britannia alapító tagja volt az ENSZ-nek, 1949-ben pedig a NATO-nak. A hidegháború beköszöntével kifejlesztették az atombombát, amelynek első tesztjét 1952-ben végezték el. 1948-ban Londonban nyári olimpiát rendeztek (eredetileg 1944-ben lett volna, de a háború miatt elmaradt), amelyet a pénzhiány miatt szerény körülmények között tartottak meg.

## Ötvenes évek

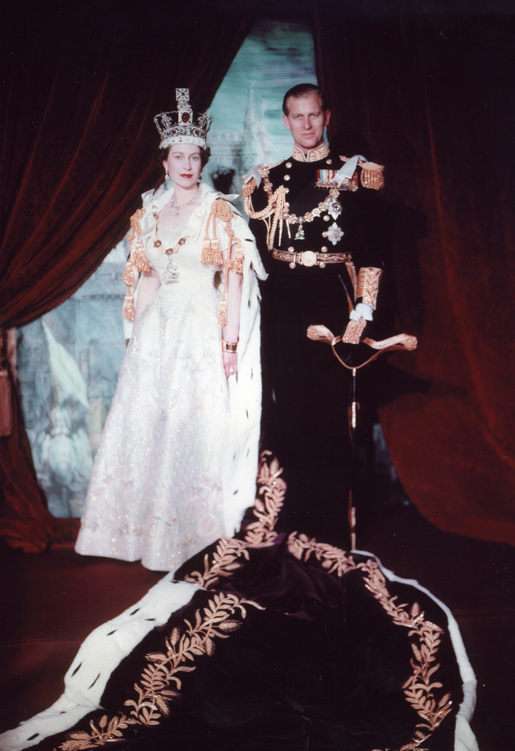
II. Erzsébet és férje a koronázás után

Az 1950-es választást a Munkáspárt épphogy megnyerte, ezért – remélve, hogy biztos többséget tud szerezni – két hónappal később új választásokat írtak ki. Az 1951-es választáson azonban a Konzervatív Párt kerekedett felül, s bár országosan kevesebb szavazatot kaptak, több választókerületben sikerült felülkerekedniük. A visszatérő Winston Churchill megerősítette a szövetségesi kapcsolatot az USA-val és külpolitikai aktivitásával megpróbálta fenntartani az ország nagyhatalmi státuszát, amely mögül azonban már hiányzott a katonai és gazdasági erő.
1952 februárjában VI. György halála után II. Erzsébet lépett a brit trónra.
Churchill kormányának több külpolitikai válsággal kellett szembenéznie 1951-ben Irán államosította a brit-iráni olajkitermelő vállalatot. A két kormány nem tudott megegyezni; a britek bojkottot hirdettek Irán ellen és lépéseket tettek a teheráni kormányzat megdöntésére. A következő évben Kenyában kitört a mau mau-felkelés, amely öt éven át tartott és jelentős brit haderőt kötött le; Malájföldön pedig kommunista felkelők gerillaháborút folytattak a gyarmati haderő ellen.
1955 áprilisában Churchill lemondott és helyettese, a népszerű Robert Anthony Eden követte a miniszterelnöki székben. Eden azonnal kiírta a választást, amit pártja, a konzervatívok biztos többséggel megnyert. 1956 októberében kitört a szuezi válság, amikor a brit és francia kormány (izraeli segítséggel) fegyverrel próbálta megakadályozni, hogy Nasszer egyiptomi elnök államosítsa a szuezi csatornát. Az Egyesült Államok nem támogatta a kérdésben szövetségesét, a Szovjetunió pedig atomháborúval fenyegetőzött, így Eden végül visszakozott és lemondott pénzügyminisztere, Harold Macmillan javára. A kudarc sokaknak Nagy-Britannia nagyhatalmi státuszának végét jelentette.
Macmillan eltörölte a kötelező katonai szolgálatot, mellékvonalak bezárásával karcsúsította az állami vasutat, és folytatta a dekolonizációs folyamatot: 1957-ben Ghána és Malajzia, 1960-ban Nigéria, 1963-ban pedig Kenya vált függetlenné. Kérte Nagy-Britannia felvételét az Európai Gazdasági Közösségbe, amit azonban a francia elnök, Charles de Gaulle – félve az amerikai befolyástól – megvétózott. Macmillan 1963 októberében lemondott, mert inoperábilis prosztatarákot diagnosztizáltak nála (a diagnózis azonban téves volt, még 23 évig élt).

## Hatvanas évek

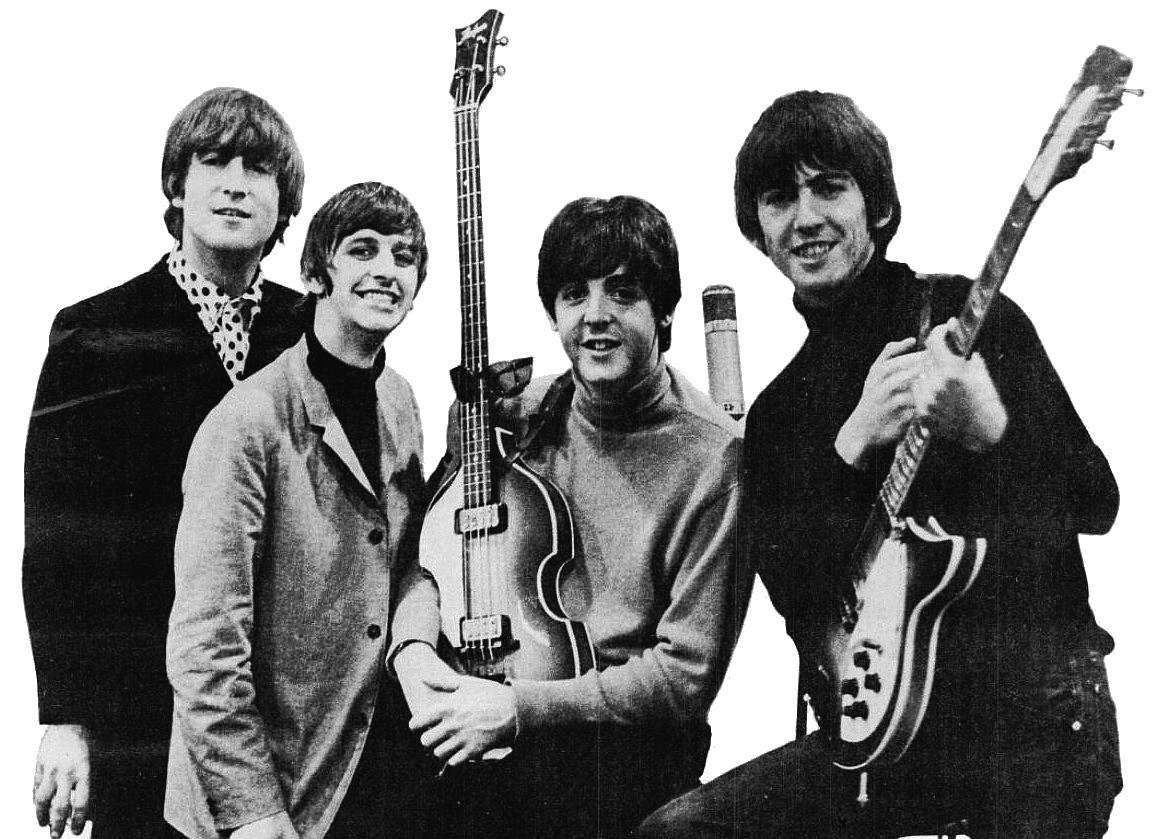
A Beatles

Macmillant a főnemesi származású Alec Douglas-Home követte a miniszterelnöki székben, aki ezért lemondott a Lordok Házában lévő helyéről és egy időközi választáson alsóházi képviselői mandátumot szerzett. A következő évi választást minimális többséggel a Munkáspárt nyerte és Harold Wilson került a kormány élére. Mozgásterét kiszélesítendő 1966-ban előrehozott választást tartottak, amit Wilson most már magabiztosan, 99 képviselős többséggel megnyert. Belpolitikai szempontból legnagyobb teljesítményének az Open University létrehozását tekintette, amely távoktatással is lehetővé tette az egyetemi diploma megszerzését. A font leértékelését botrányok kísérték, mert ezt a lépést Wilson korábban határozottan elvetette. Washington nyomása ellenére megtagadta, hogy katonai segítséget nyújtson a vietnámi háborúban, bár diplomáciailag támogatta az USA akcióját.
A hatvanas években érkezett meg az Egyesült Államokból Angliába az ellenkultúra mozgalma, bár ott nem járt akkora tömegtüntetésekkel, mint a faji megkülönböztetéssel és vietnámi háborúval sújtott amerikai társadalomban. A brit ifjúság fellázadt az idősebb korosztály ideáljai és a merev osztálykülönbségek ellen. Az ellenállás egyik módja a rock és beatzene iránti rajongás volt, az olyan brit zenekarok, mint a Beatles, a Rolling Stones, a Who és a Pink Floyd hamarosan világhírűvé váltak.

## Hetvenes évek

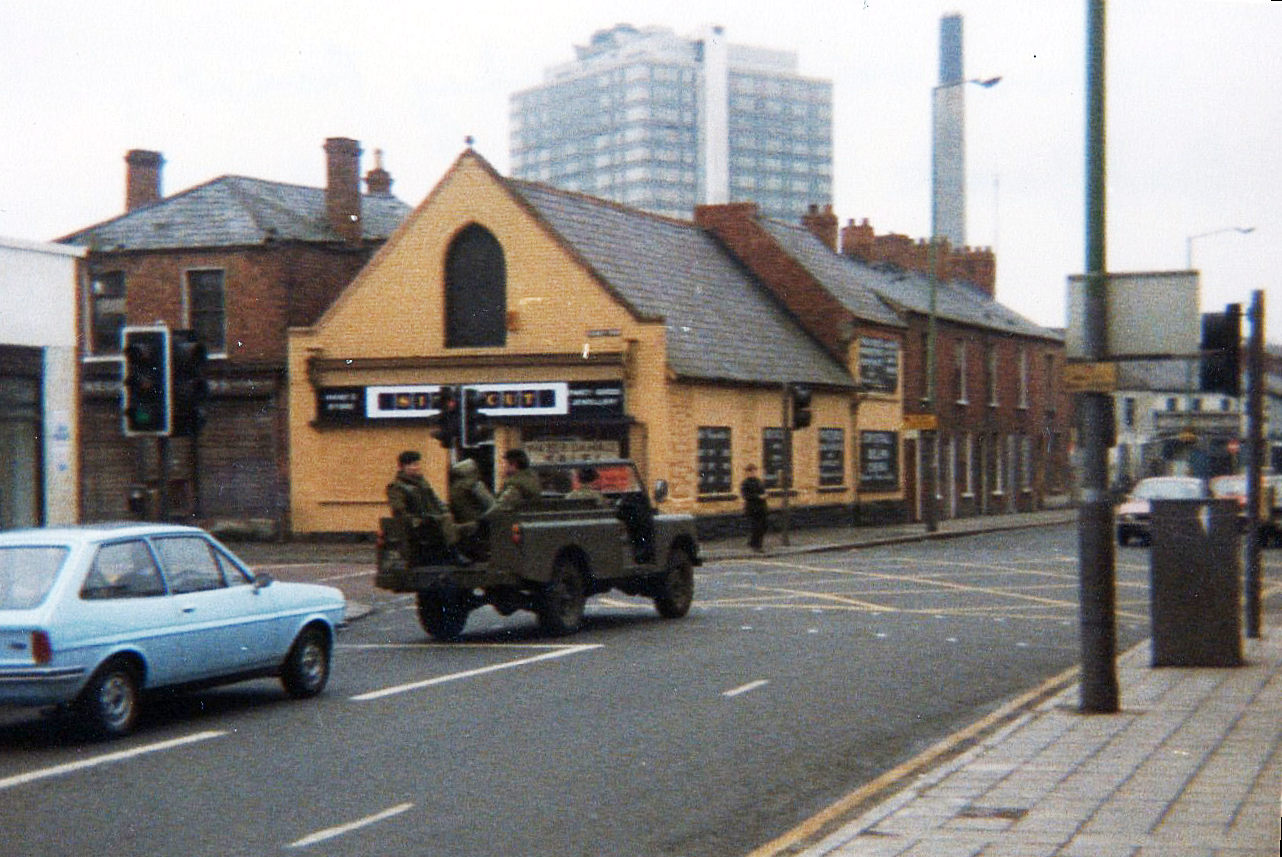
Katonai járőr Belfastban

1970-ben a Konzervatív Párt visszaszerezte a kormányrudat és Edward Heath lett a miniszterelnök. Az ő vezetése alatt 1972-ben fellángolt az 1968-ban kezdődött észak-írországi függetlenségi mozgalom. A véres vasárnap során brit katonák 14 fegyvertelen tüntetőt öltek meg, akik részt vettek egy betiltott megmozduláson. Heath megpróbált megegyezni a katolikus északírekkel, ami miatt viszont az unionistákkal került szembe, amelyek pártja felhagyott a Konzervatív Párt támogatásával a londoni parlament alsóházában. Legnagyobb teljesítményének az tekinthető, hogy 1973. január 1-én sikerült beléptetnie az Egyesült Királyságot az Európai Gazdasági Közösségbe. A hazai fronton a magas infláció miatt szembekerült a szakszervezetekkel és az 1973-as és 1979-es olajválság miatt a brit iparnak át kellett térnie a háromnapos munkahétre. Heath támogatottsága megerősítésére 1974 februárjára előrehozott választásokat írt ki, amit kis fölénnyel megnyert a pártja, de abszolút többséget nem tudott szerezni és az ulsteri unionisták támogatásával a Munkáspárt alakíthatott kormányt.
Harold Wilson második kormánya nem bírt a gazdasági nehézségekkel, a munkanélküliek száma meghaladta az egymilliót, az infláció 1975-re elérte a 24%-ot, és az államadósság egyre nőtt. Wilson 1976 márciusában lemondott és külügyminiszterére, James Callaghanre bízta az ország irányítását. Az eleve kisebbségből kormányzó Munkáspárt képviselőinek száma az időközi választásokon elszenvedett vereségekkel tovább csökkent, ami miatt Callaghan a kis pártokkal volt kénytelen alkudozni, amelyek rákényszerítették, hogy kiírja Skócia és Wales függetlenségi népszavazását (az első érvénytelen volt bár a többség a függetlenségre szavazott; a második az uniót támogatta).
A hetvenes évek végére a gazdaság kezdett helyreállni; bár a munkanélküliek száma elérte a másfél milliót, az infláció 10% alá csökkent és a GDP stabilan növekedett. A növekedés gyorsítására Callaghan 5%-ban korlátozta a fizetések emelését, ami miatt a szakszervezeti sztrájkok megbénították az országot. 1979 márciusában a parlament megszavazott egy bizalmatlansági indítványt, Callaghan lemondott és a májusban megtartott választáson a Margaret Thatcher vezette konzervatívok szereztek többséget.

## A Thatcher-korszak

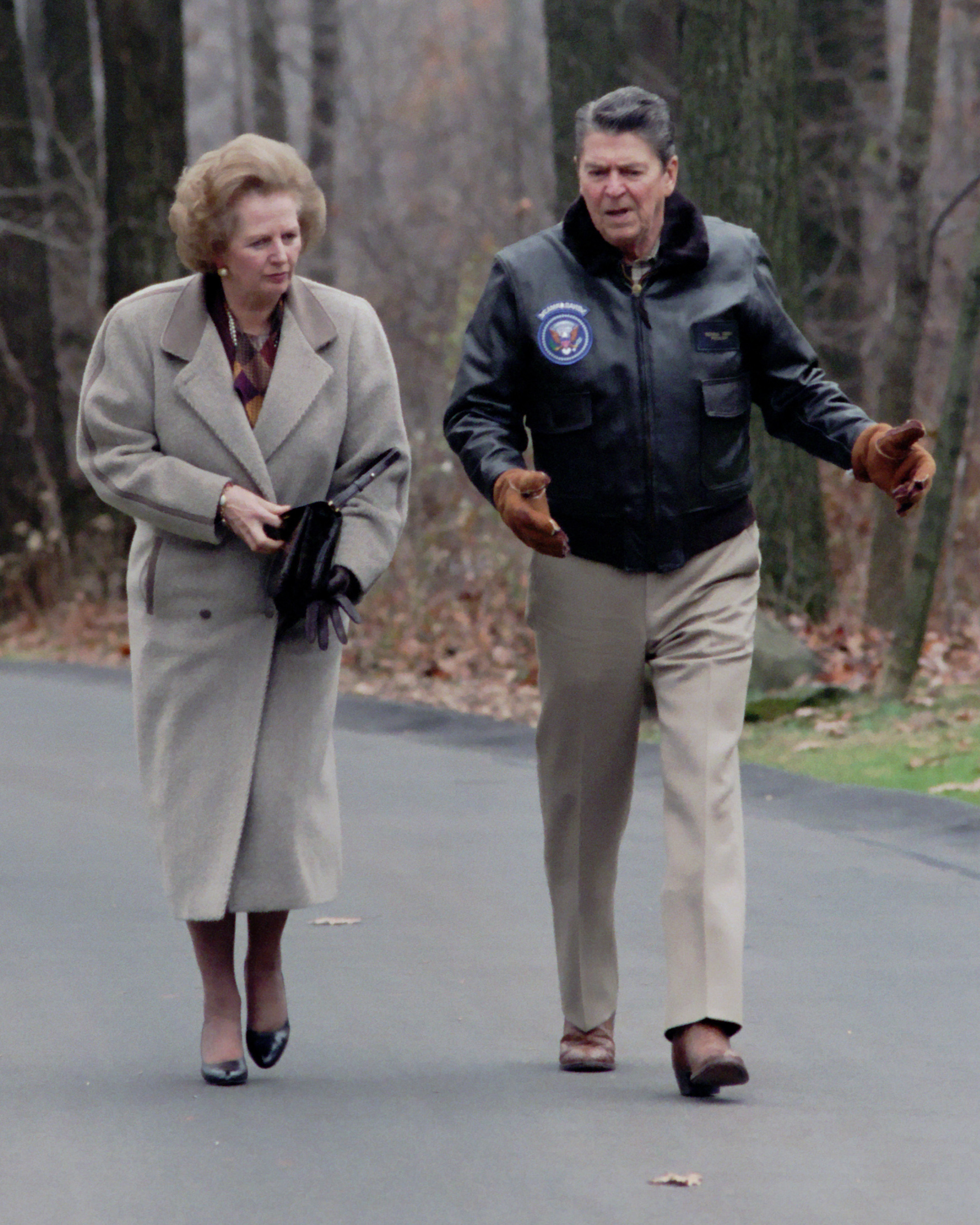
Margaret Thatcher és az USA elnöke, Ronald Reagan

Thatcher jobboldali gazdaságirányítást hirdetett, hasonlóan kortársaihoz, az amerikai Ronald Reaganhez és a kanadai Brian Mulroneyhez. A gazdaságpolitikai intézkedések bevezetése fokozta a társadalom gazdasági és szociális egyenlőtlenségeit. Magánkézbe adta az állami tulajdonú cégeket, bezárták a veszteséges bányákat, csökkentette a közvetlen adókat, ezzel szemben 15%-ra emelte a forgalmi adót, ami hátrányosan érintette az ipart. A munkanélküliek száma 1982-ben meghaladta a 3,2 milliót és a gazdaság a 30 évek óta ismeretlen mértékű recesszióba került, ami miatt a kormányt hibáztatták. A gazdasági nehézségek miatt csökkentették a védelmi kiadásokat és ez volt az egyik oka, hogy Argentínában az egyre népszerűtlenebbé váló katonai junta úgy próbálta megelőzni bukását, hogy 1982. április 2-án megszállták a brit fennhatóságú, de az argentin partokhoz közel fekvő Falkland-szigeteket és megkezdődött a falklandi háború. A háború, amelyben a tényleges harc csak néhány napra korlátozódott, gyors brit győzelmet hozott. A hazafias felbuzdulás a kormány népszerűségének növekedésével járt és az 1983-as választásokon biztosította Thatcher magabiztos győzelmét, ami a gazdasági nehézségek miatt korábban bizonytalannak látszott.
A határozott antikommunista és szovjetellenes külpolitikát folytató Thatchernek sikerült megerősítenie az Egyesült Királyság nemzetközi befolyását, amit a falklandi győzelem még tovább szilárdított. Engedélyezte, hogy az Egyesült Államok atomrakétákat állomásoztasson a Brit-szigeteken, ami ellen a lakosság tüntetéseken tiltakozott. Az USA-val fenntartott szoros kapcsolatoktól függetlenül London kritizálta Granada 1983-as amerikai megszállását. A brit gazdaság is kezdett magához térni, amiben nagy szerepet játszottak az Északi-tengeren talált olajlelőhelyek.
A szakszervezetek jogainak csökkentése miatt 1984 márciusában országos bányászsztrájk kezdődött, amely egy teljes évig tartott. Thatcher azonban nem hátrált, sikerült megtörnie a szénbányászok szakszervezetének befolyását és új korszakot kezdett a brit gazdaságpolitikában, amit az állam minél kisebb beavatkozása és kisebb, demokratikusan választott vezetőségű szakszervezetek jellemeztek. Ezzel együtt privatizálták vagy bezárták a veszteséges szénbányákat: míg 1983-ban még 174 szénbánya működött az országban, számuk 2009-ben hatra csökkent.
1984. október 12-én az IRA bombamerényletet kísérelt meg Thatcher ellen, amikor a Konzervatív Párt egy brightoni szállodában gyűlésezett. A robbanásban öten haltak meg, de a miniszterelnök sértetlen maradt.
Az északír helyzet továbbra is megoldatlan maradt. 1981-ben tíz bebörtönzött IRA-tag halt éhen, miután azért éhségsztrájkoltak, hogy tekintsék őket politikai fogolynak. Míg Thatcher miniszterelnöksége kezdetén kijelentette, hogy az északír konfliktus szigorúan Nagy-Britannia belügye, 1985-re belátta, hogy be kell vonnia az ír kormányt is. Emiatt az unionista pártok szembefordultak vele.
Antikommunista politikája ellenére melegen üdvözölte Mihail Gorbacsov 1985-ben megkezdett reformjait, amivel az 1980-as évek elejének éles hidegháborús szembenállása helyett egy enyhébb, a nemzetközi kooperáción alapuló korszak kezdődhetett el.
Miután 1987-ben újra megnyerte a választásokat, Thatcher 1865 óta az első brit miniszterelnök lett, aki egymás után háromszor töltötte be hivatalát (és a második leghosszabb ideig hivatalban lévő kormányfő Robert Banks Jenkinson (1812–1827) után). Ezzel együtt egyre erősödtek a belpolitikáját kritizáló hangok, amelyek a brit társadalom gazdagokra és szegényekre való kettéválására és az 1920-as évek szintjére leszállított munkanélküliségi ellátásra hívták fel a figyelmet.
Thatcher ellenezte az európai országok együttműködésének politikai szintre emelését és a közös pénzt, véleménye szerint az Európai Közösség szerepe a szabadkereskedelem és a hatékony verseny feltételeinek biztosításában merült ki. 1989-ben új fejadót vezettek be, amely alig vette figyelembe az adózók jövedelmi különbségeit. Az adó ellen országos tüntetéseken milliók tiltakoztak, de Thatcher nem volt hajlandó visszakozni. A Konzervatív Párt aggódott, hogy konfliktuskereső személyisége ártani fog a szervezetnek, azért 1990 novemberében leváltották őt a pártelnöki posztról, ami a miniszterelnöki szék elvesztését is jelentette. Utódja pénzügyminisztere, John Major lett.

## John Major (1990-1997)

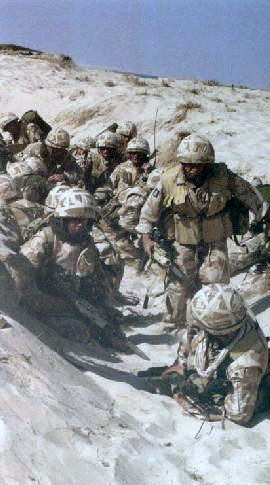
Brit katonák az öbölháborúban

Major megörökölte elődjétől az öbölháborús részvételt, amelyben Nagy-Britannia az USA szövetségesként aktív szerepet vállalt, a tényleges hadműveletek azonban néhány hónap alatt befejeződtek. 1991 februárjában az IRA aknavetős támadást intézett a miniszterelnöki rezidencia ellen, de a kormánytagok közül senki sem sérült meg. A kilencvenes évek elején a brit gazdaság újabb recesszióba csúszott, 1991-ben a nemzeti össztermék 2%-kal visszaesett. Az előrejelzések ellenére az 1992-es parlamenti választáson a konzervatívok újból győzni tudtak, bár nem szereztek biztos többséget. Előnyük rövidesen el is olvadt és a közhangulat is a kormány ellen fordult, különösen, miután 1992. szeptember 16-án az ún. „fekete szerdán” a font árfolyama nagyot esett (ekkor szerzett Soros György több mint egymilliárd fontot a brit fizetőeszköz ellen spekulálva). Ettől kezdve a közvéleménykutatások alapján a Munkáspárt vezetett; a konzervatívokon a párton belüli harc és kormánytagok sorozatos botrányai sem segített. A gazdaság a következő években növekedni kezdett és a munkanélküliek száma a korábbi hárommillióról kétmillió alá került, de senkit nem ért meglepetésként, amikor az 1997-es választáson a népszerű Tony Blair által vezetett Munkáspárt a 30-as évek óta példátlan mértékű (418 képviselői hely szemben a konzervatívok 179-ével) győzelmet aratott. Skóciából és Walesből teljesen kiszorult a jobboldali párt.
Major miniszterelnöksége idején a parlament ratifikálta a maastrichti szerződést, amely az Európai Közösséget Európai Unióvá változtatta, amelynek Nagy-Britannia így alapító tagállamává vált.

## Tony Blair (1997-2007)
Blair átszervezte és a politikai középre tolta a Munkáspártot („New Labour”). Szociális reformjai mellett (minimálbér növelése, egyetemi tandíjak csökkentése) mellett elnyerte a londoni pénzügyközpont bizalmát, amikor a Bank of Englandra bízta az alapkamat megállapítását (a kamat mértékét korábban sokszor módosították politikai okokból, bizonytalanná téve a gazdasági környezetet). Blair miniszterelnöksége idején a brit gazdaság a 19. század óta leghosszabb növekedési periódusát élte, az állam extra jövedelmeit pedig elsősorban egészségügyi és oktatási célokra fordították. A munkanélküliség húsz év óta a legalacsonyabb szintre, 1,3 millió alá csökkent.
A közvéleményt megdöbbentette, amikor 1997. augusztus 31-én a trónörökös Károly herceg rendkívül népszerű volt felesége, Lady Diana autóbalesetben meghalt.
1998 áprilisában a belfasti egyezménnyel sikerült lezárni az északír konfliktust. A szerződés létrehozásában a brit és az ír kormány, valamint valamennyi nagyobb észak-írországi politikai erő részt vett. A megegyezést ellenző „Igazi IRA” augusztusban egy autóba rejtett pokolgéppel 29 embert ölt meg, de a militáns erők elvesztették lakossági támogatottságukat és 2005-ben az IRA bejelentette, hogy felhagy az erőszakos módszerekkel.

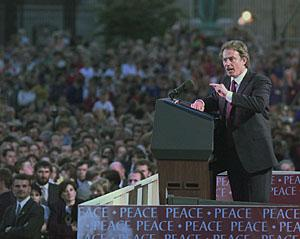
Tony Blair

A 2001. szeptember 11-i terrortámadás után Blair támogatta George W. Bush amerikai elnök terrorellenes háborúját előbb az afganisztáni tálib rendszer felszámolásában, majd az Irak elleni hadüzenetben. A közvélemény előtt az iraki tömegpusztító fegyverekre hivatkoztak, de később kiderült, hogy az erre vonatkozó titkosszolgálati jelentés egy interneten is hozzáférhető doktori disszertációból vette át a szöveget, de ahol a tézis lehetőségként tárgyalta az ilyen fegyverek létét, a jelentés már biztos tényként tálalta azt. Az iraki háborúban 46 ezer brit katona (a szárazföldi haderő harmada) vett részt, elsősorban Dél-Irakban vetették be őket. A háborúban való részvétel miatt 2005. július 7-én négy öngyilkos merénylő Londonban 52 embert ölt meg.
Blairt 2001-ben nagy többséggel, 2005-ben pedig kisebbel ugyan, de ismét újraválasztották, így ő lett az első munkáspárti miniszterelnök aki három választást is megnyert. A Konzervatív Párt hosszú ideig gyengélkedett, de miután 2006-ban David Cameron került az élére, 14 év után először sikerült átvennie a vezetést a közvéleménykutatásokban. Bár a gazdaság jól teljesített, a Blair-kormányt sokat támadták a bevándorlás megkönnyítése és a terrorveszély növekedése miatt.
1999-ben egy népszavazás eredményeképpen létrejött a különálló Skót Parlament, valamint a Walesi Népgyűlés. Miután Észak-Írország is külön parlamentet hozott létre, Anglia maradt az egyetlen országrész, amelyiknek nem volt külön országgyűlése.

## Gordon Brown (2007–10)
A több oldalról támadott Tony Blair 2007 júniusában lemondott és helyét pénzügyminisztere, Gordon Brown vette át, aki a hagyományokkal ellentétben nem legitimálta új választások kiírásával kormányát, sőt az erre irányuló kezdeményezést leállította. Brown alapvetően elődje politikáját követte, bár stílusa különbözött Blair „elnöki” hozzáállásától. Az ország továbbra is részt vett az iraki megszállásban, bár Brown vizsgálatot indított a hadüzenet körüli visszásságok kiderítésére. Kormányában szerepelt az első brit női belügyminiszter, Jacqui Smith. Gazdasági szempontból a legnagyobb gondot a 2008-ban indult világgazdasági válság jelentette, amely kezelésére a kormány nagy kölcsönöket vett fel és az államadósság jelentősen megugrott. Néhány csődközelbe került bankot államosítottak és nagy mennyiségű pénzt áramoltattak a gazdaságba, hogy elkerüljék az összeomlást.
A 2010-es választást a konzervatívok nyerték, de nem szereztek abszolút többséget, így a liberális demokratákkal koalícióban alakítottak kormányt. A kormányfő David Cameron lett.

## David Cameron (2010–2016)

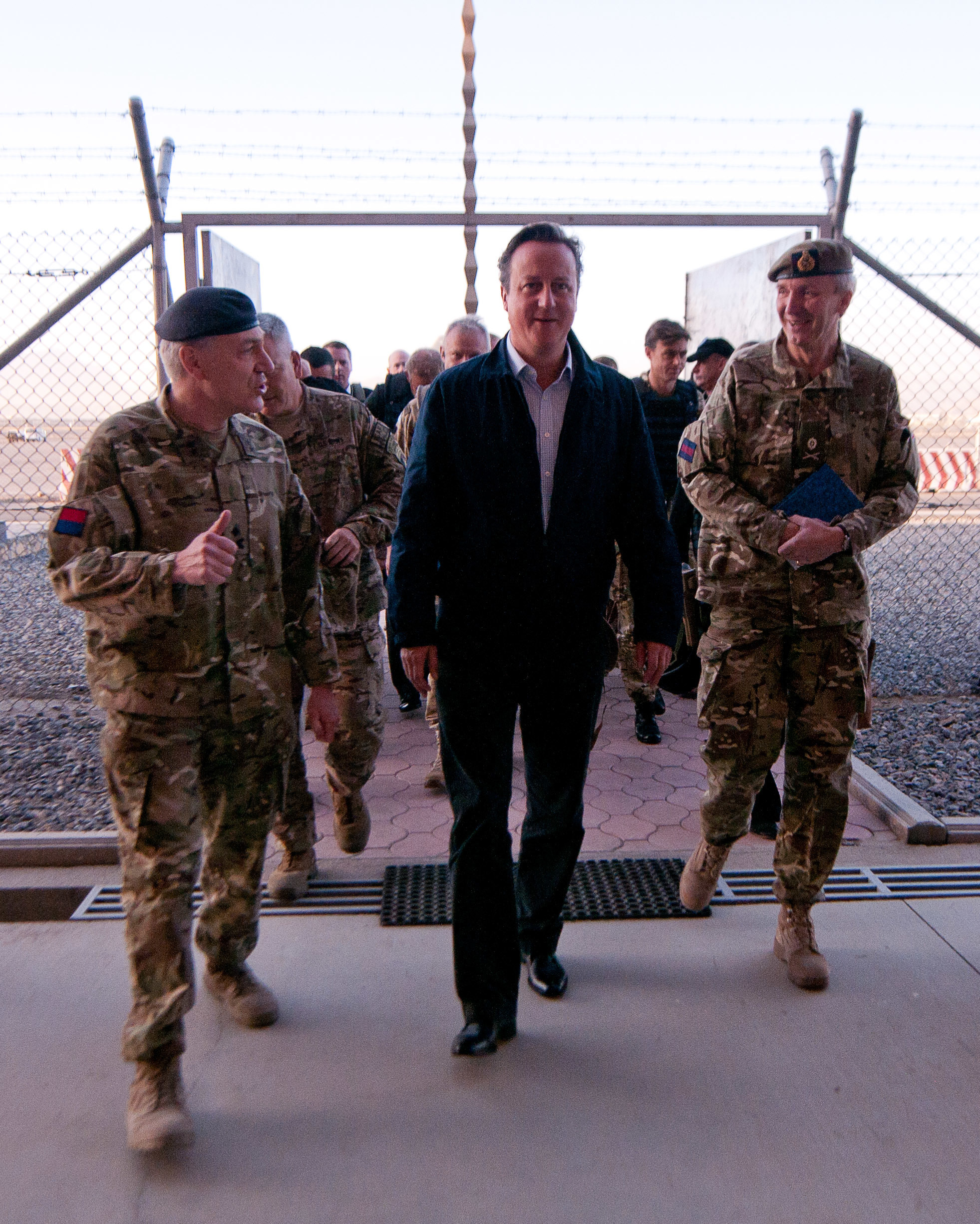
David Cameron afganisztáni látogatásán

Cameron a munkáspárti kormány alatt megugrott államadósság csökkentését tekintette elsődlegesnek és az első költségvetésben megemelte a közvetlen adókat, az ÁFA-t pedig 17,5%-ról 20%-ra növelte; emellett csökkentette az állam kiadásait. 2011-ben népszavazást tartottak a választási rendszer reformjáról, de a szavazók többsége elvetette, hogy a szavazólapon preferenciasorrendet lehessen felállítani, és a régi rendszer megmaradt. 2011 márciusában az Egyesült Királyság (Franciaországgal és az USA-val együtt) beavatkozott a líbiai válságba. Ugyanebben az évben a közvéleményt legjobban érdeklő egyik esemény Vilmos herceg és Kate Middleton esküvője volt. 2012-ben Londonban ismét nyári olimpiát rendeztek.
A 2014-ben megtartott skót függetlenségi népszavazáson a többség az Egyesült Királyságra szavazott (55:44 arányban).
A 2015-ös választásokat a Konzervatív Párt döntő fölénnyel nyerte, a Munkáspárt harminc év óta legrosszabb eredményét produkálta, a liberális demokraták pedig elvesztették képviselői helyeik kétharmadát. A választás nyertesei az olyan kispártok voltak, mint a Skót Nemzeti Párt és az EU-ból való kilépést szorgalmazó UKIP (Az Egyesült Királyság Függetlenségi Pártja).
2016. február 20-án a kormányülést követően a miniszterelnök bejelentette, hogy 2016. június 23-án népszavazást tartanak a megreformált Európai Unióban való maradásról. A népszavazás 52:48 arányban a kilépés pártiak fölényét hozta, ezért június 24-én a kormányfő bejelentette, hogy távozik a kormányfői székből.

## Fordítás
- Ez a szócikk részben vagy egészben  a   History of the United Kingdom című angol Wikipédia-szócikk ezen változatának fordításán alapul.  Az eredeti cikk szerkesztőit annak laptörténete sorolja fel. Ez a jelzés csupán a megfogalmazás eredetét és a szerzői jogokat jelzi, nem szolgál a cikkben szereplő információk forrásmegjelöléseként.
- Ez a szócikk részben vagy egészben  a   Military history of the United Kingdom during World War II című angol Wikipédia-szócikk ezen változatának fordításán alapul.  Az eredeti cikk szerkesztőit annak laptörténete sorolja fel. Ez a jelzés csupán a megfogalmazás eredetét és a szerzői jogokat jelzi, nem szolgál a cikkben szereplő információk forrásmegjelöléseként.
- Ez a szócikk részben vagy egészben  a   History of the United Kingdom (1945–present) című angol Wikipédia-szócikk ezen változatának fordításán alapul.  Az eredeti cikk szerkesztőit annak laptörténete sorolja fel. Ez a jelzés csupán a megfogalmazás eredetét és a szerzői jogokat jelzi, nem szolgál a cikkben szereplő információk forrásmegjelöléseként.